# Stolpboerderij

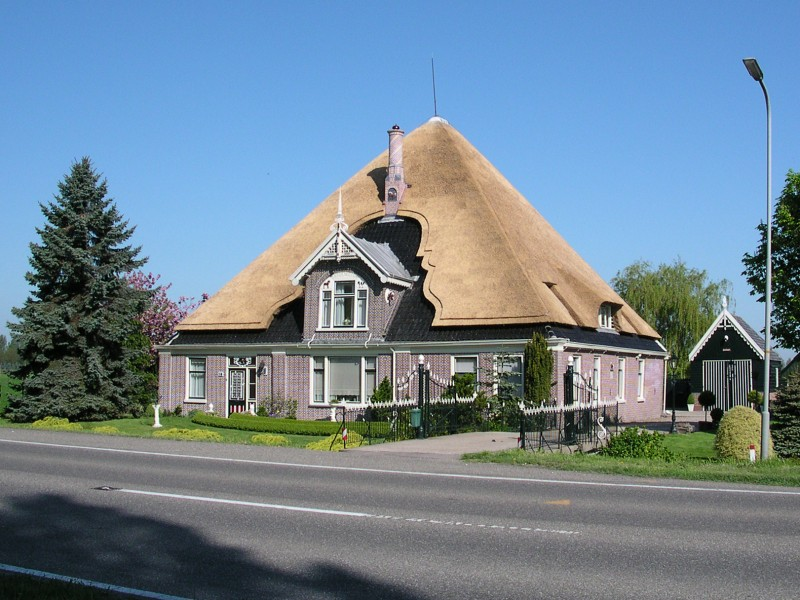
Stolpboerderij in De Hout

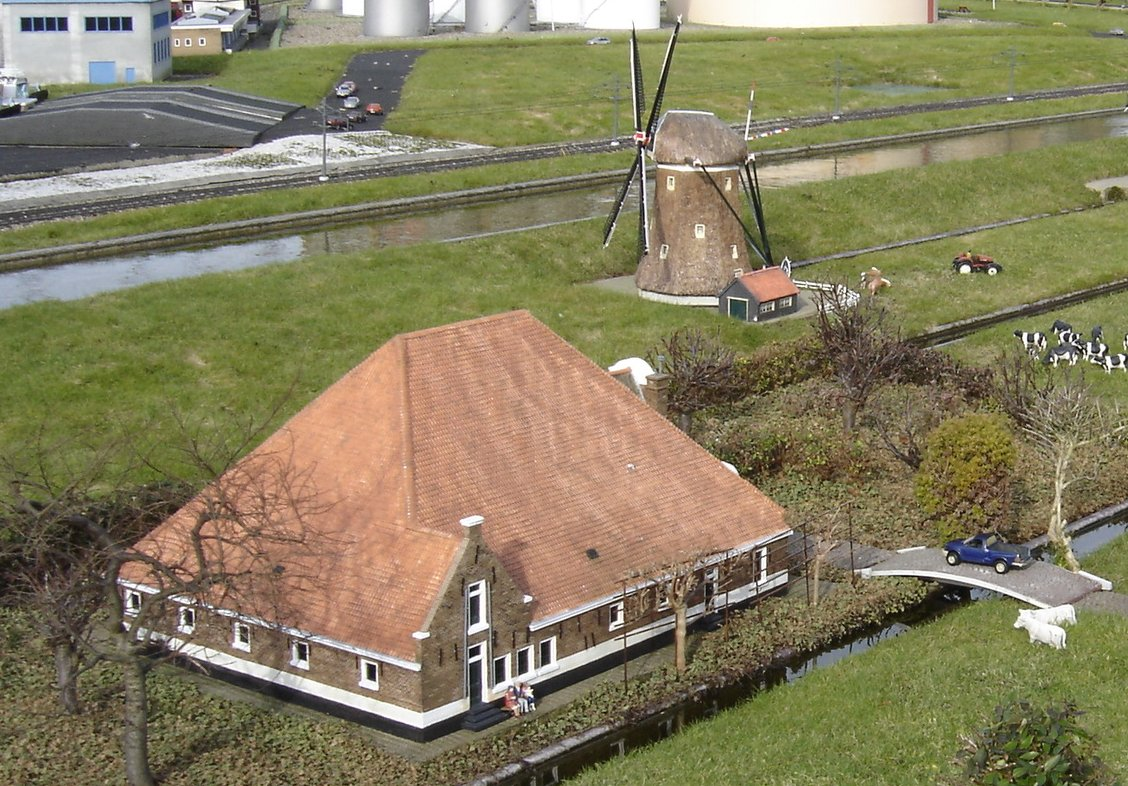
Model, van de zijkant gezien, van dubbele stolpboerderij "Broedersbouw" uit Zuidoostbeemster in Madurodam

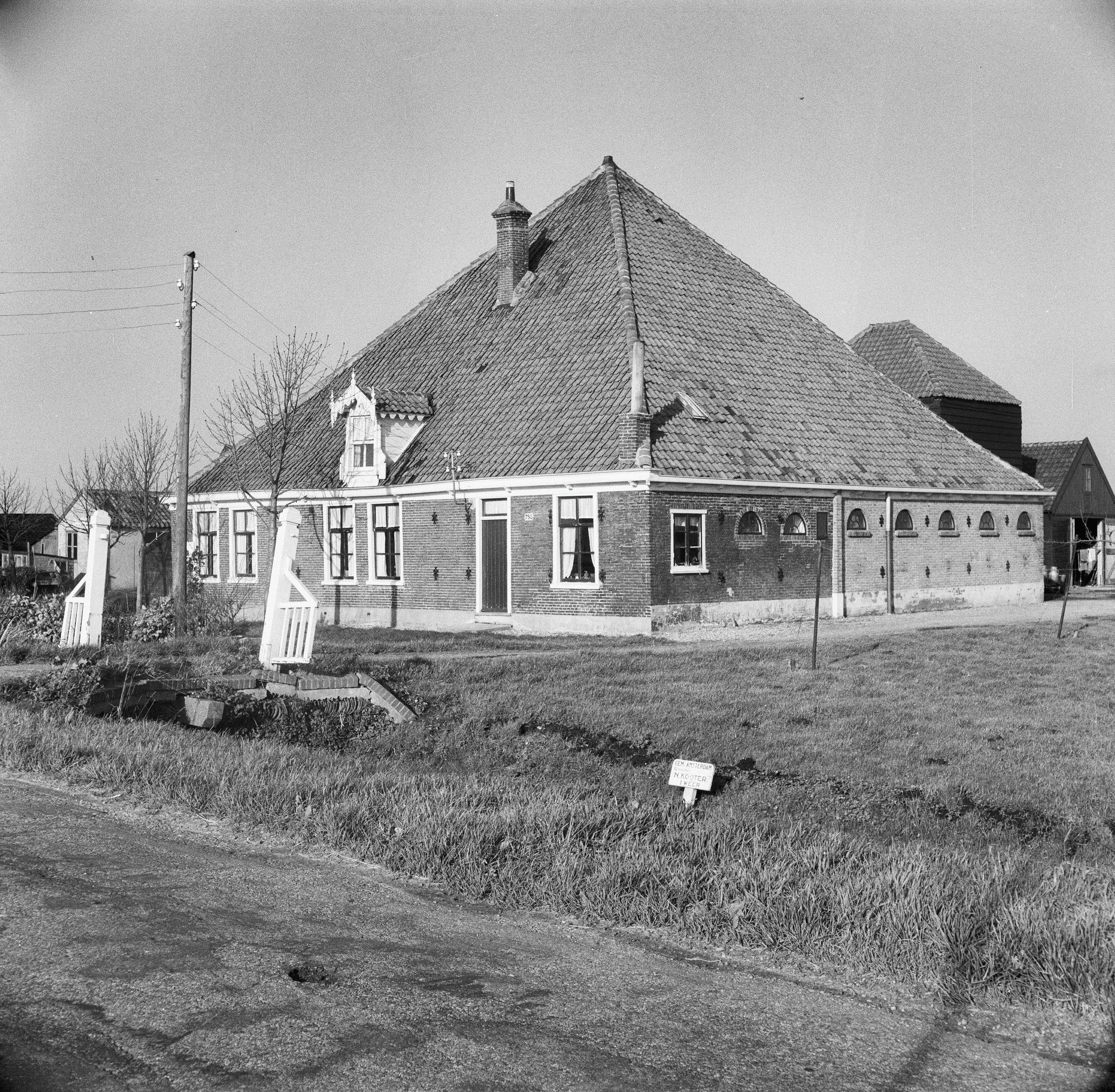
Op deze foto van stolpboerderij 'Bij Goedvinding' in Oud Osdorp (Amsterdam) (ca. 1890) is de piramidevorm van de kap goed zichtbaar.

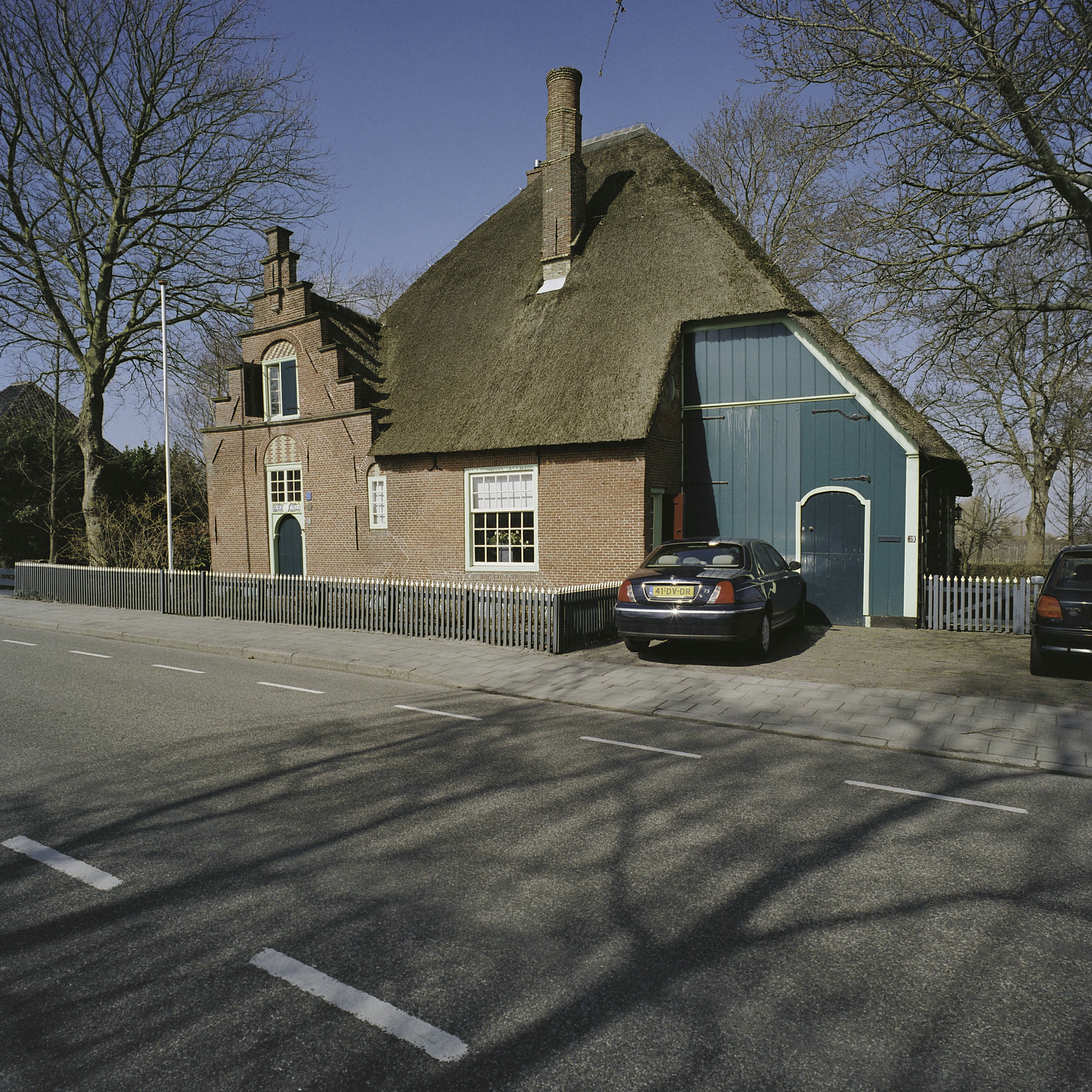
De Barmhartige Samaritaan in Westerblokker (1659) is van het West-Friese type met de darsdeuren aan de voorzijde van de boerderij. Het woongedeelte is voorzien van een renaissance-trapgevel.

Een stolpboerderij is een boerderijtype, dat vooral in Noord-Holland voorkomt. Het is een vierkante boerderij met een piramidevormig dak. Onder dit dak was plaats voor de boerenfamilie, het vee, het hooi, de wagens en andere werktuigen. Dit boerderijtype valt in de hoofdgroep Noordelijke huisgroep, net als de Friese verwant, de stelpboerderij en de zogenaamde Friese schuren in Friesland, Groningen en Oost-Friesland.

## Geschiedenis
De stolpboerderij is omstreeks 1550 ontstaan in West-Friesland uit de behoefte grotere hoeveelheden graan en hooi inpandig op te slaan. De hoge schuur kwam daarbij in de plaats van de traditionele hooiberg. De middeleeuwse boerderijen waren varianten van het Friese langhuis of het hallenhuis. Ze worden afgebeeld op kaarten en tekeningen, onder andere door Rembrandt.
Bij het oudste type ging het vermoedelijk om al langer bestaande langhuizen met een woongedeelte en een koeienstal, waaraan een schuur werd toegevoegd. Soms met werd de schuur over de bestaande koeiental heen gebouwd. In de loop van de zestiende eeuw kreeg ook de woning een plek in de schuur. In 1552 is in Westzaan voor het eerst sprake van een hoyhuis met voorin een woongedeelte. De oudste nog bestaande stolpboerderij is Het Kooghuis in Uitgeest uit 1559. Het oudste vierkant is dendrochronologisch gedateerd op 1551/52. Het woord stolp wordt  gebruikt in 1599 in het bestek voor de bouw van een eenvoudige schuur bij het nieuwe Gemenelandshuis in de Zijpe- en Hazepolder. Het woord is vermoedelijk afgeleid van het Middelnederlands stulpe ‘stulp, deksel’ en verwijst naar de dakvorm, die op een omgekeerde kom of een klok lijkt. Vanaf het midden van de zeventiende eeuw werd het woord stulp ook gebruikt voor een 'kleine, armelijke of nederige woning'. De achternaam Stolp is bekend sinds 1570; het betreft vermoedelijk de bewoner van een stolpboerderij te Nieuwe Niedorp.
Boerderijen-onderzoekers als Klaas Uilkema, Kurt Junge, Friedrich Saeftel, Rob Hekker en Loek Brandts Buys gingen er lange tijd van uit dat de stolpboerderij was ontstaan uit een hooiberg die was voorzien van uitgebouwde buitenstijlruimten, uitkubbingen of zijbeuken. Daarbij wezen ze onder andere op stijlen van hooibergen die waren hergebruikt. Ook zeventiende-eeuwse tekeningen die het boerenleven romantiseerden, werkten deze gedachte in de hand. Eerder lijkt er een directe ontwikkelinglijn te bestaan tussen laatmiddeleeuwse driebeukige schuren elders en het ontstaan van de Friese schuur in Noord-Nederland en Noordwest-Duitsland gedurende de 16e eeuw.
Archeoloog Mark van Raaij pleitte in 2019 voor een herwaardering van de hooiberg-theorie, waarbij hij zich baseerde op uitvoerige bestudering van kaartenmateriaal uit de tweede helft van de 16e en de eerste helft van de 17e eeuw. Zijns inziens is de Noord-Hollandse stolpboerderij wel degelijk ontstaan uit de vierroedenberg die aanvankelijk werd voorzien van plankenbeschot en daarna werd verlengd en/of uitgebouwd met zijbeuken, waaruit de stolpschuur ontstond. De oudste vorm zou de berghuis- of hooihuisboerderij zijn, waarbij de hooischuur werd aangebouwd aan een driebeukig woonstalhuis of langhuis. Het vroegste voorbeeld daarvan is een woonstalhuis met een aangebouwde schuur van twee vakken te Limmen uit het begin van de 16e eeuw, waarvan de plattegrond in 1992 werd opgegraven. Hij vond dit type veelvuldig op kaarten afgebeeld in Kennemerland en Waterland. Pas in tweede instantie ontwikkelde men stolpschuren, zowel vrijstaand (zoals op Texel) als aangebouwd aan het woongedeelte. Van Raaij vond dergelijke langhuistolpen vooral afgebeeld in West-Friesland vanaf ca. 1550, maar aanvankelijk slechts in kleine aantallen. Een andere variant was de L-vormige aanbouw van de schuur aan het woongedeelte, die we uit Wieringen kennen. De vierkante stolpboerderij ontstond zijns inziens omstreeks 1590.
De stolpboerderij is, net als andere schuurtypen, waarschijnlijk sterk beïnvloed door de architectuur van middeleeuwse kloosterschuren en andere hoog ontwikkelde bouwwerken. Deze bouwvormen verbreidden zich in de 16e eeuw vanuit Brabant langs de Noordzeekust tot in Jutland. Stadsplattegronden van Amsterdam en andere steden tonen enkele opvallend grote schuren. Het hooihuis van het Sint Anthoniegasthuis wordt vermeld in 1554 en had in 1597 de vorm van een stolpschuur; het laatste geldt vermoedelijk ook voor het hooihuis van het Burgerweeshuis. 
Sommige oudste stolpboerderijen blijken bovendien, in tegenstelling tot wat men vroeger dacht, een kapgebint met jukspanten te hebben gehad. Pas toen grotere lengten aan Scandinavisch grenenhout voor de sporen ter beschikking kwamen, werden deze vervangen door driehoekspanten of zag men helemaal van extra ondersteuning af. De stolpboerderij kenmerkt zich vooral door de verdubbelde schoren of zwiepingen, die ook bij de hiervan afgeleide bouwvormen in Duitsland terugkeren. Terwijl men in Noord-Holland echter – net als in Friesland en Groningen – vasthield aan het dekbalkgebint, gaven de Hollandse immigranten elders de voorkeur aan een ankerbalkgebint uit eikenhout, dat thuis uitsluitend in traditionele langhuizen werd toegepast.
Landeigenaren en investeerders lieten voor hun pachters vaak moderne stolpboerderijen bouwen. Zelf brachten ze geregeld de zomer door in de herenkamer van hun hofstede. Ook werden er wel dubbele stolpen – een soort twee-onder-een-kapboerderijen – gebouwd. Het verschil met de langwerpige Friese stelpboerderij en andere Fries-Groningse boerderijtypen is betrekkelijk. In Noord-Holland gaf men vermoedelijk mede om esthetische redenen de voorkeur aan piramidale bouwvormen. Waar meer akkerbouw voorkwam, werden langwerpige stolpen met twee of drie vierkanten gebouwd.
De bouw van stolpboerderijen werd vooral toegepast in de nieuwe droogmakerijen: de Zijpe- en Hazepolder, Wieringerwaard, Beemster, Purmer en Schermer. Met betrekkelijk weinig hout werd een groot bouwvolume gecreëerd. Het was een succesvol Nederlands exportproduct dat zijn weg vond van Duinkerke tot in Denemarken. De noordelijkste stolp was 'Westeranflod' in Møgeltønder, gebouwd door een Deensgezinde Fries in 1914, later afgebrand. In Zuid-Holland zijn stolpboerderijen te vinden in Lisse en in Moerkapelle, waar in de polder Wilde Veenen omstreeks 1660 de boerderij Stolpenburg verrees. In Noord-Holland is de stolpboerderij ook te vinden op de eilanden Texel en Wieringen; op oude kaarten zijn verder enkele stolpen op Vlieland te zien. 
In het begin van de zeventiende eeuw kwam als Friese variant de stelpboerderij  op. De eerste stelpboerderijen werden vermoedelijk gebouwd in de polders van de Staverse Meren (1620) en het Workumer Nieuwland (1624). Enkele voorbeelden staan op een in 1659 gemaakte kaart. Dit boerderijtype heeft vanwege het grotere aantal gebintvakken een rechthoekige in plaats van een vierkante plattegrond. Varianten hiervan waren ook elders langs de Waddenkust te vinden. Het stadsgezicht op Leeuwarden door Pieter Bast uit 1602 toont een langhuisstolp (het zogenaamde Hollanderhuis), waarvan de contouren al te zien lijken te zijn op Jacob van Deventers stadsplattegrond uit 1560. Het stadsgezicht op Franeker uit 1601 laat een vrijstaande stolp zien.
Tussen 1840 en 1880 ging het opnieuw erg goed in de agrarische sector en werd een groot aantal stolpboerderijen bijgebouwd.
De architectuur van stolpboerderijen werd ook gebruikt voor de bouw van boerenschuren, traankokerijen, pakhuizen, molenschuren en stolpkerken.

## Constructie
Een stolpboerderij bestaat uit een vierkant, twee dekbalkgebinten verbonden met “losse” bovenbalken, met een ongeveer vierkante omvang, waar het dak op rust. Het geheel wordt verstevigd met een of twee schoren. Voegt men een extra gebint toe, spreekt men van een ‘’dubbel vierkant’’. Deze ruimte of barg werd gebruikt om hooi op te slaan. Om het vierkant liggen het woongedeelte, de stal, de dars (dorsvloer en opslagruimte) en aan de vierde zijde bijvoorbeeld een kamer voor de kaasmakerij, een kamer voor opslag van zaaigoed (zaadkamer), een kleine stal (korte regel) of een woonkamer. Om bijvoorbeeld het woongedeelte te vergroten kan een overstek in het vierkant worden aangebracht. Hierbij worden de bovenbalken verlengd en verbonden door een overstekbalk. Omdat de stal doorgaans haaks op het woongedeelte ligt, heeft dit ook tot effect dat de stal verlengd wordt.
Kenmerkend is dat de ingang van de dars enigszins verzonken ligt naar achter, waardoor de darsdeuren verhoogd kunnen worden en men er met een hooiwagen naar binnen kan rijden. De zijwanden werden in het begin gemaakt van hout, net als de meeste huizen in de Zaanstreek en Waterland. Het is licht van gewicht, er was veel van voorradig door de houthandel met het Oostzeegebied en er kon veel verwerkt worden door de houtzagerijen in de Zaanstreek. Later werden de wanden ook van steen gemaakt. De zijwanden hebben nauwelijks een dragende functie.
Het woongedeelte ligt aan de voor- en/of zijkant van de boerderij, bestaande uit een aantal kamers. De haard ligt meestal tegen het vierkant aan, waarbij de schoorsteen verankerd kan worden aan een bovenbalk. Anders is een oudere indeling aanwezig, waarbij de haard op de grens van twee kamers ligt, met aan beide kanten een schouw. De bedsteden zijn uitgebouwd in het vierkant of tussen de kamers in. Het hooi en het rieten dak werken isolerend. Ook de koeien en paarden geven veel warmte af. In de zomer als de dieren buiten lopen, werd een gedeelte van de stal vaak ingericht als woongedeelte; de zogenaamde zomerstal.
Het dak is vaak bedekt met riet, evenals hout volop voorradig. Het weegt niet veel, heeft een relatief glad oppervlak waardoor het stormvast is en het is waterdicht, waarbij het wel uitwasemt. Daarnaast kan het dak ook deels of volledig worden bedekt met dakpannen.
Boven het woongedeelte werd vaak een gedeelte van het rieten dak weggelaten, met rechte of gebogen begrenzingen, dit wordt de spiegel genoemd. Hier was het brandgevaar groter en het riet was niet noodzakelijk voor de uitwaseming van het vee. Het vrijgekomen gedeelte en de nok werd met gitzwart geglazuurde dakpannen bedekt. Dit levert vaak fraaie dakspiegels op. Sommige stolpboerderijen hebben een klok- of trapgevel voor het woongedeelte.
De stal is een eenrijige Friese grupstal, waarbij de koeien, twee aan twee, met hun kop naar de zijmuur staan en achter de koeien langs een mestgoot loopt waarin de mest wordt opgevangen. Om de stal te vergroten kan bijvoorbeeld een staart aan de stolp worden aangebouwd. Soms is een staart breed genoeg voor een dubbelrijige grupstal. Vaak heeft de stal een extra zijbeuk van rond een meter breed, waardoor de stijlen onder de zolderbalken tussen de koeien in komen te staan. Aan deze stijlen werden dan de koeschotten vast gemaakt. Het stukje dak van deze zijbeuk werd in het Westfries de lage wand genoemd. Stolpen zonder lage wand hebben vaak een overstek van het vierkant aan de kant van de stal om nog voldoende ruimte te krijgen.

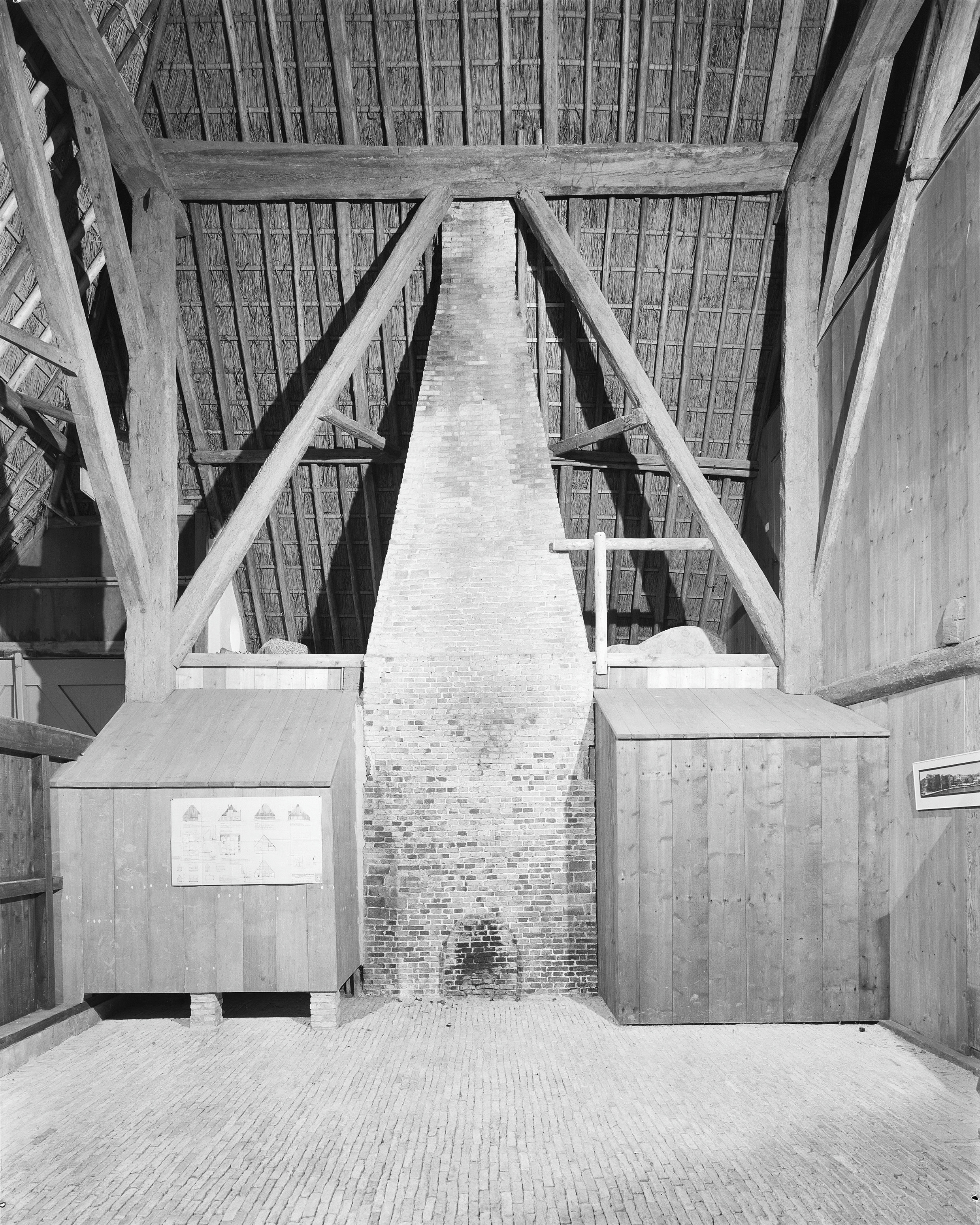
Kapconstructie van de Barmhartige Samaritaan, met schoorsteen en twee kasten of bedstedes uitgebouwd in het vierkant.
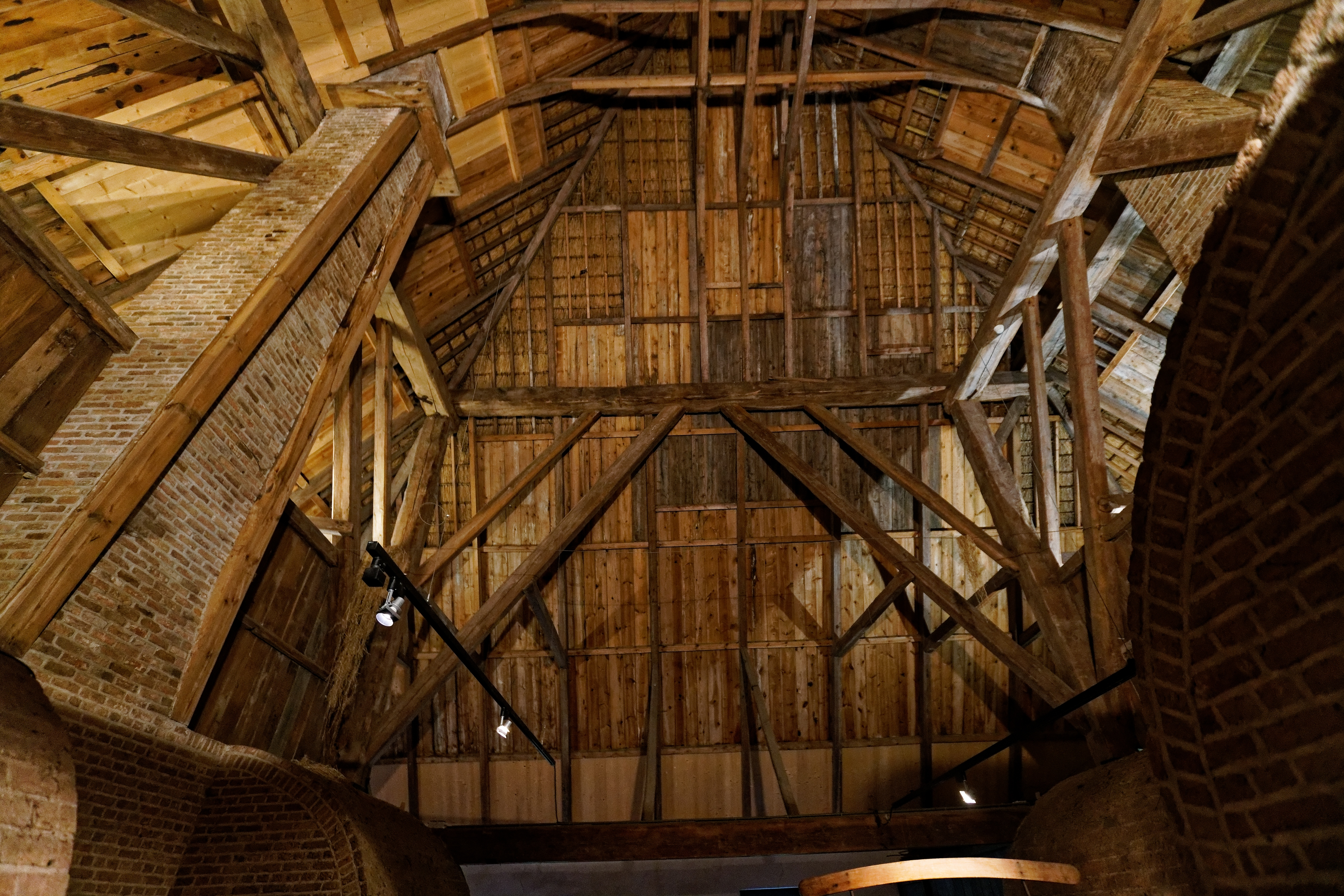
Kapconstructie van een stolp afkomstig uit Zuid-Scharwoude, nu in het Nederlands Openluchtmuseum, met een kleine overstek rechts en stenen bedstedes.
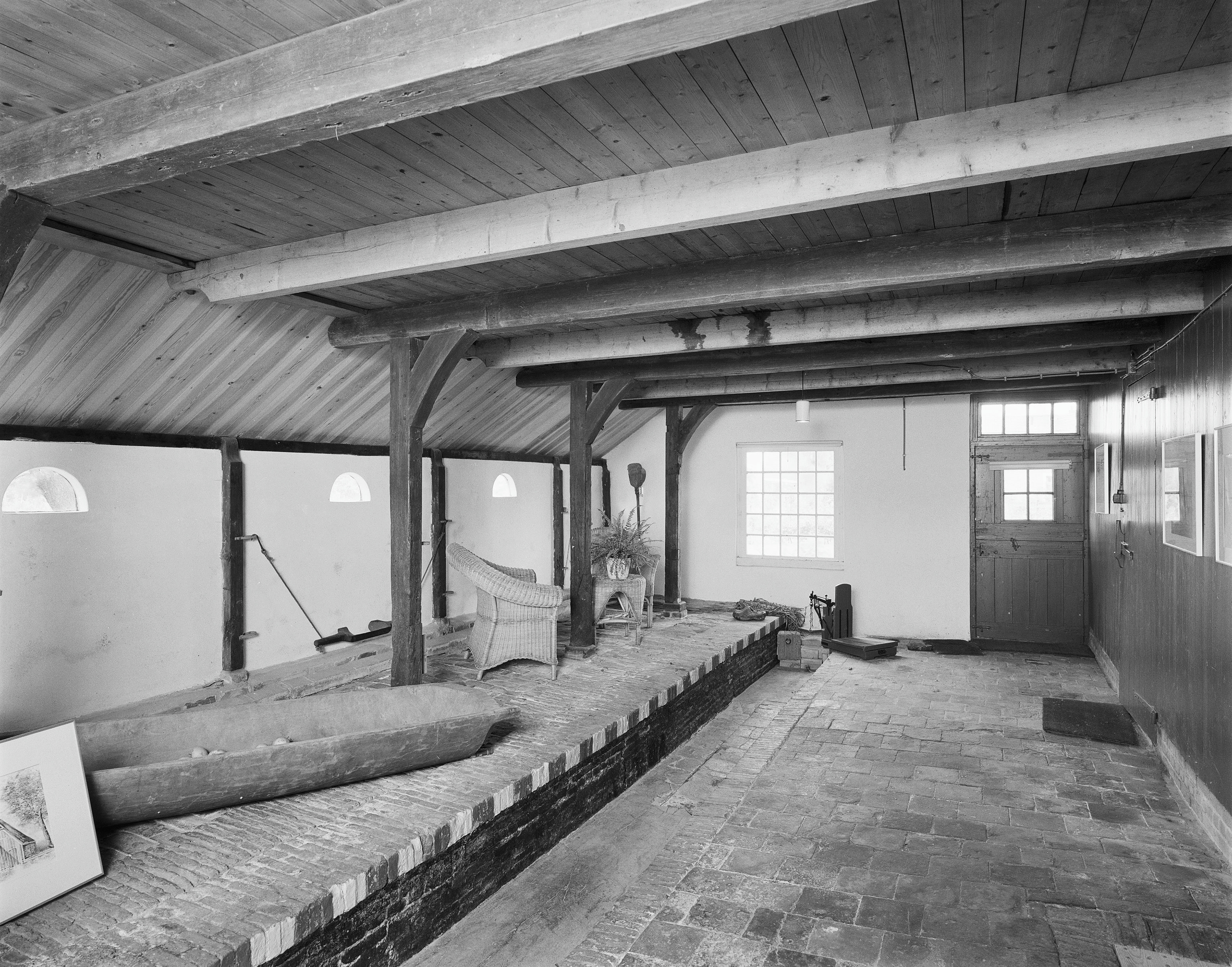
Zomerstal van de Barmhartige Samaritaan met “lage wand”.
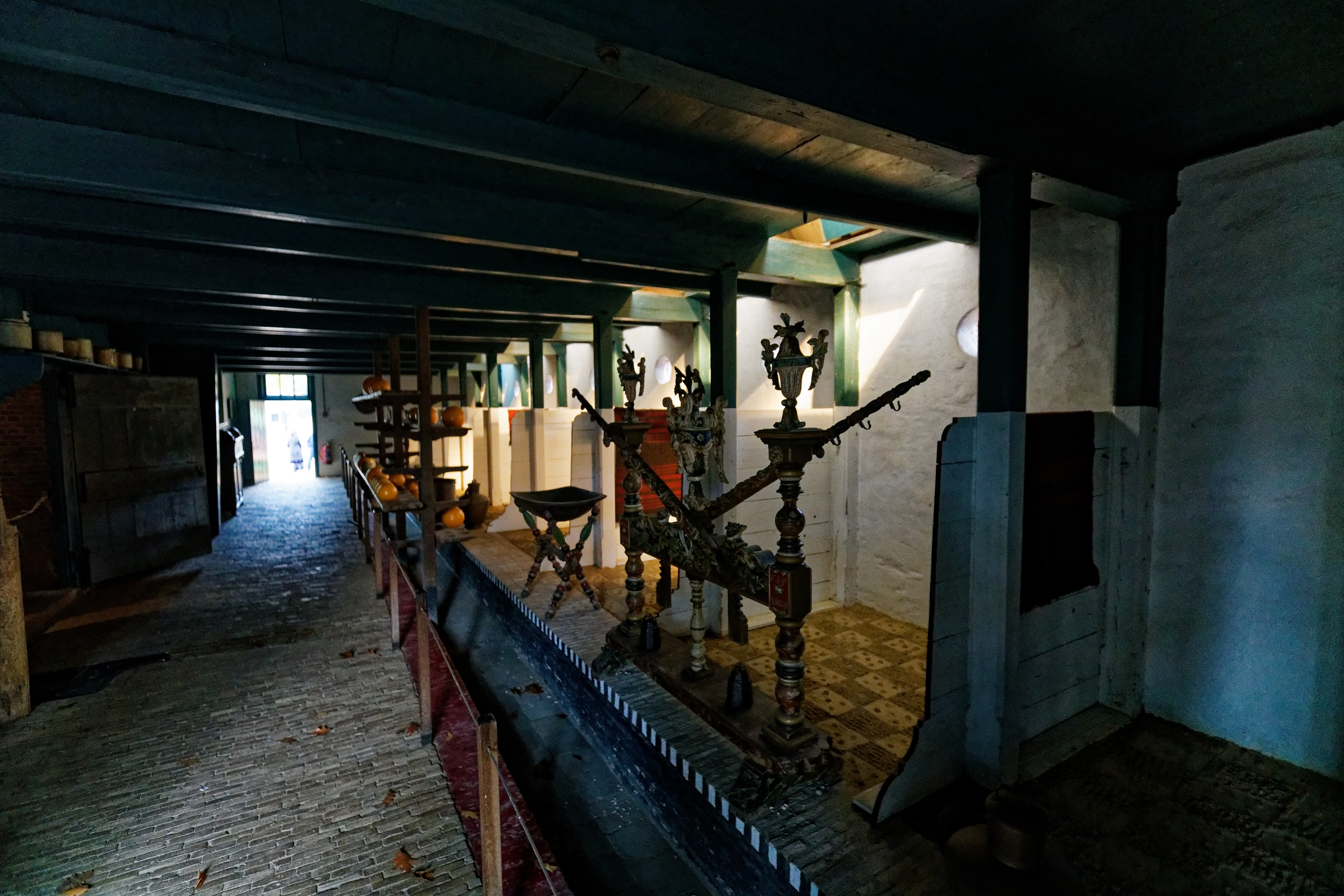
Stal zonder lage wand, in de stolp in het Nederlands Openluchtmuseum.

## Typeringen
In stolpboerderijen zijn verschillende types te onderscheiden: de belangrijkste types zijn het (Noord-)Hollandse type, het West-Friese type en de Langhuisstolp. Daarnaast zijn buiten het vasteland van Holland nog andere types stolpboerderijen te vinden zoals op Wieringen, op Schouwen en in Sleeswijk-Holstein.

### Hollandse type
Het (Noord-)Hollandse type, door Loek Brandts Buys de normaalstolp genoemd, wordt gekenmerkt door de plaatsing van de darsdeuren aan de achterzijde van de boerderij, de dars aan de ene zijkant en het (grootste) stalgedeelte, evenwijdig aan de andere zijkant van de boerderij. Als reden hiervoor wordt gegeven dat, in de droogmakerijen waar dit type voor ontwikkeld is, de landerijen van de boerderij zich achter de boerderij bevinden.
Oudere boerderijen worden gekenmerkt door een asymmetrische indeling van de voorzijde, doordat er een deur naar de stal aanwezig is in de (linker- of rechterkant van de) voorzijde. Het was dan ook gebruikelijk om de boerderij te betreden via het stalgedeelte. Aan het einde van de 19e eeuw ontstond meer neiging naar een symmetrische indeling, met bijvoorbeeld een voordeur in het midden van de voorgevel, wat de afgeleide Hollandse stolp genoemd wordt. De voorste staldeur werd dan vaak vervangen door een stel ramen.

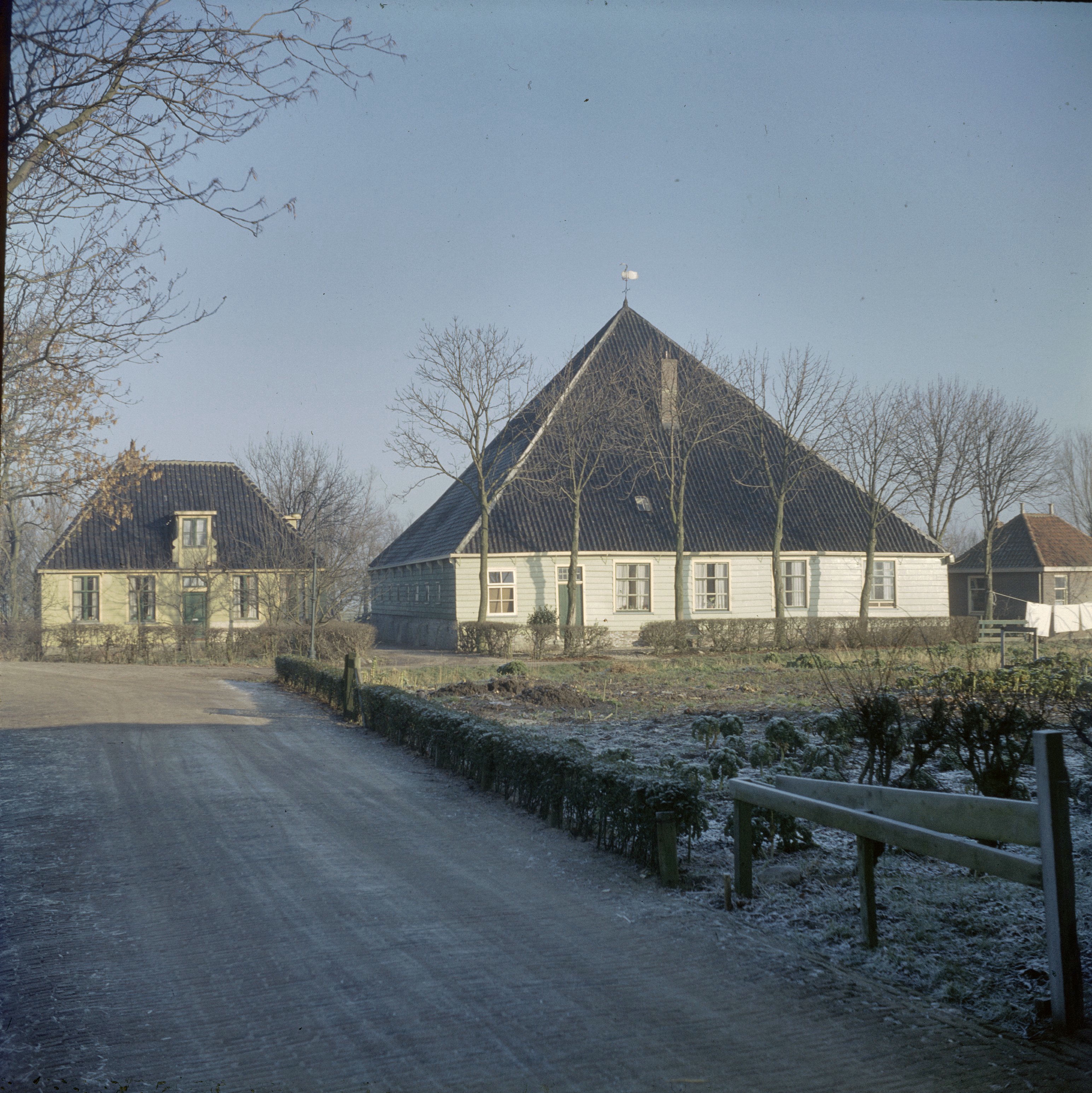
Stolp te Broek in Waterland
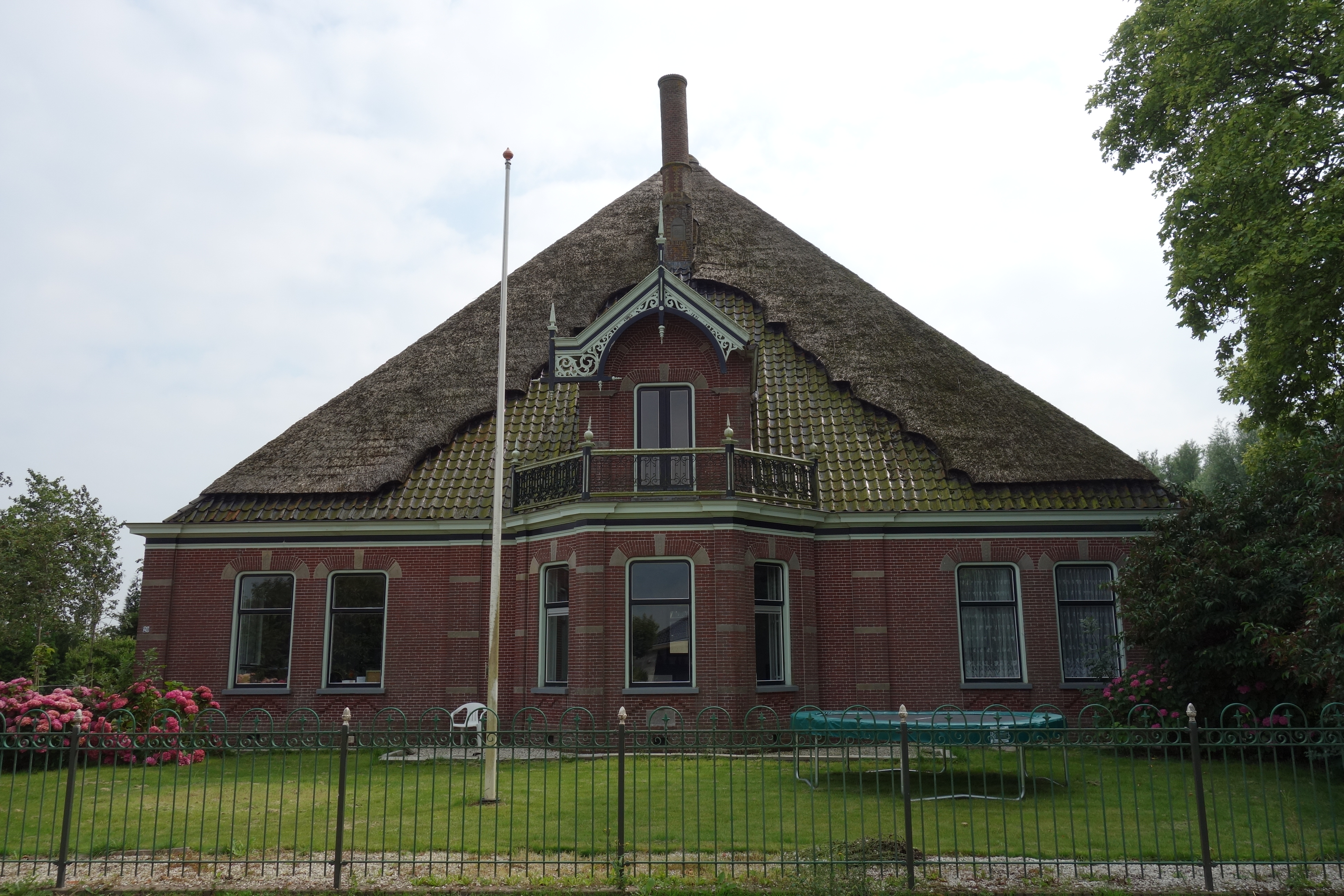
Afgeleide Hollandse stolp te Hoogkarspel
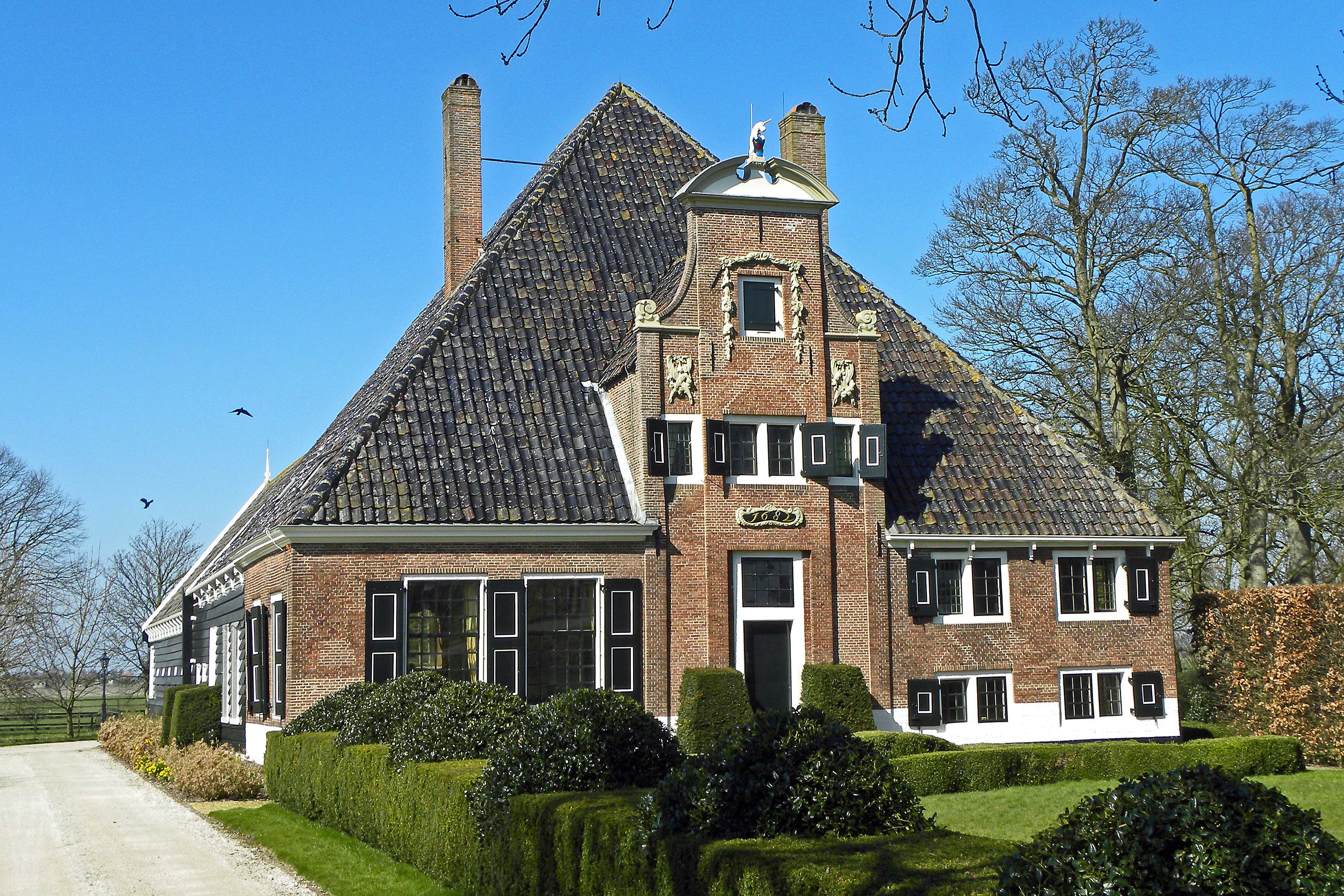
Stolp "De Eenhoorn" (1682) in de Beemster
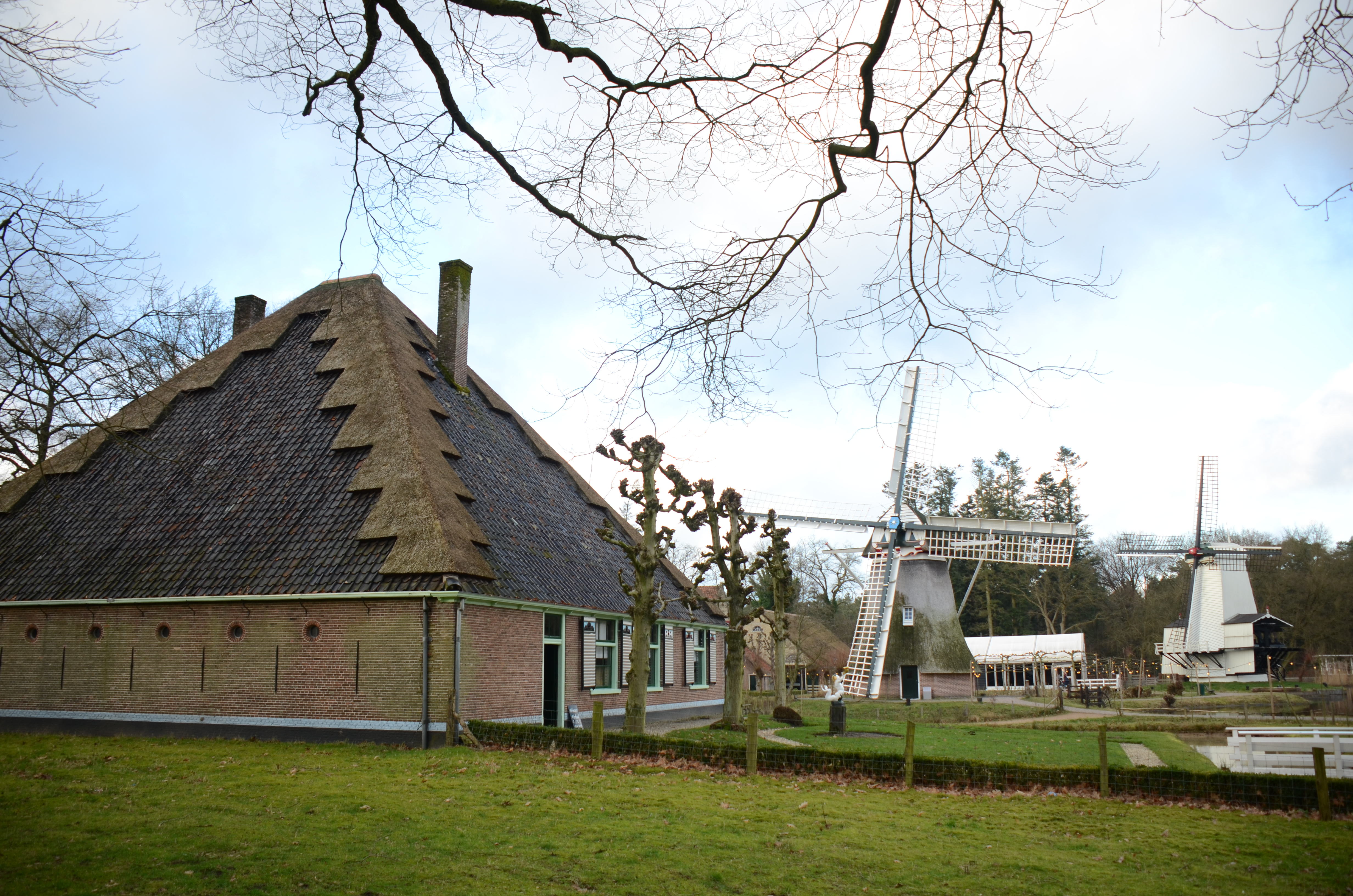
Hollandse stolp, in het Nederlands Openluchtmuseum, waarbij achter de linkergevel de stal ligt.

### West-Friese type
Bij de West-Friese stolp bevinden de darsdeuren zich aan de voorkant en het stalgedeelte aan de achterzijde van de boerderij. Hierdoor staan de dars en de stal haaks op elkaar. Met de darsdeuren aan de voorzijde kan men gemakkelijker via de weg hooi en vee de boerderij inbrengen. Een variant op de West-Friese stolp is de gekeerde stolp, waarbij de indeling een kwartslag is gedraaid: de darsdeuren aan de ene zijde, de dars aan de achterzijde en de stal aan de andere zijde. De positie van de stal is in dat geval hetzelfde als bij het Hollandse type, maar de dars staat nog steeds haaks op de stal. Oudere uitvoeringen van het West-Friese type worden vaak gekenmerkt door een enigszins uitstekend voorhuis, waardoor de asymmetrie van de voorzijde nog sterker is dan bij het Hollandse type, maar hier zijn later ook afgeleide uitvoeringen van gebouwd.
Het West-Friese type kent geregeld ook een rouw- en trouwdeur, geplaatst aan de voorzijde van de boerderij, vaak in het midden van het voorhuis. Deze deur diende alleen gebruikt te worden bij trouwerijen en overlijdens en werd daardoor gekenmerkt door de afwezigheid van bijvoorbeeld een deurklink, een pad naar de deur toe of zelfs scharnieren. Net zoals bij de Noord-Hollandse stolp was het gebruikelijk om de boerderij via de staldeuren (aan de zijkanten van de boerderij) te betreden.

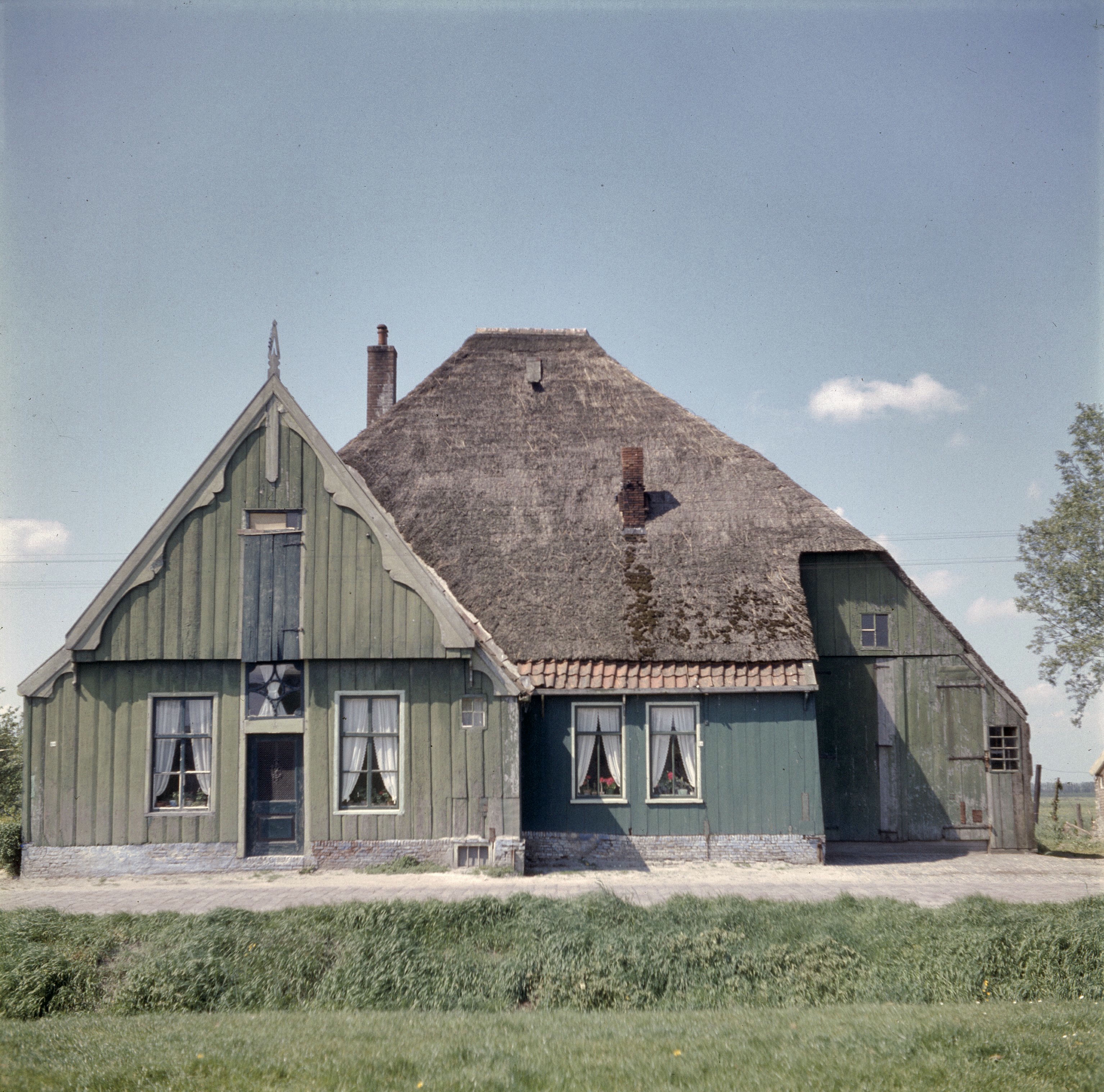
West-Friese stolp te Wognum met een uitstekend voorhuis
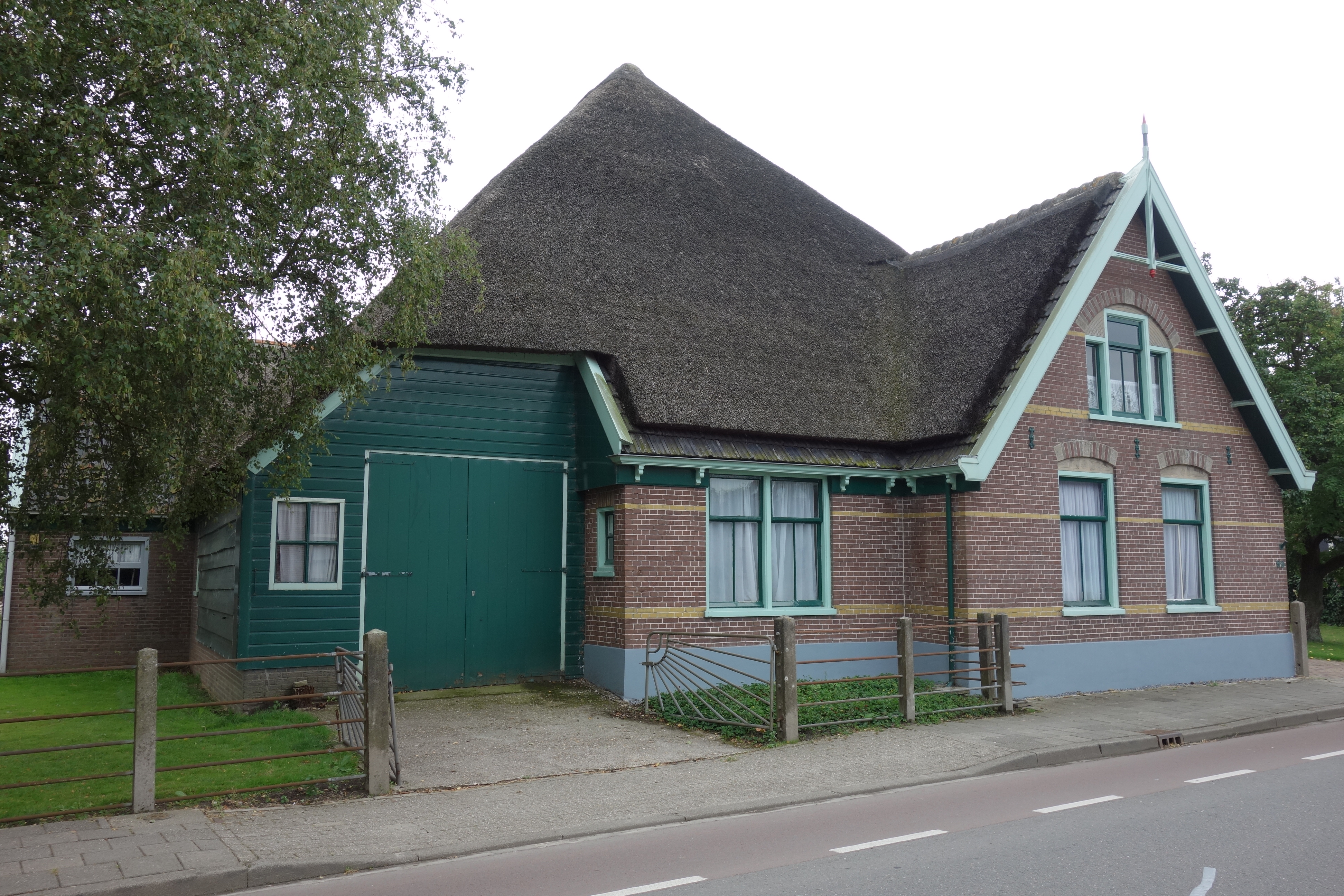
West-Friese stolp te Oosterblokker
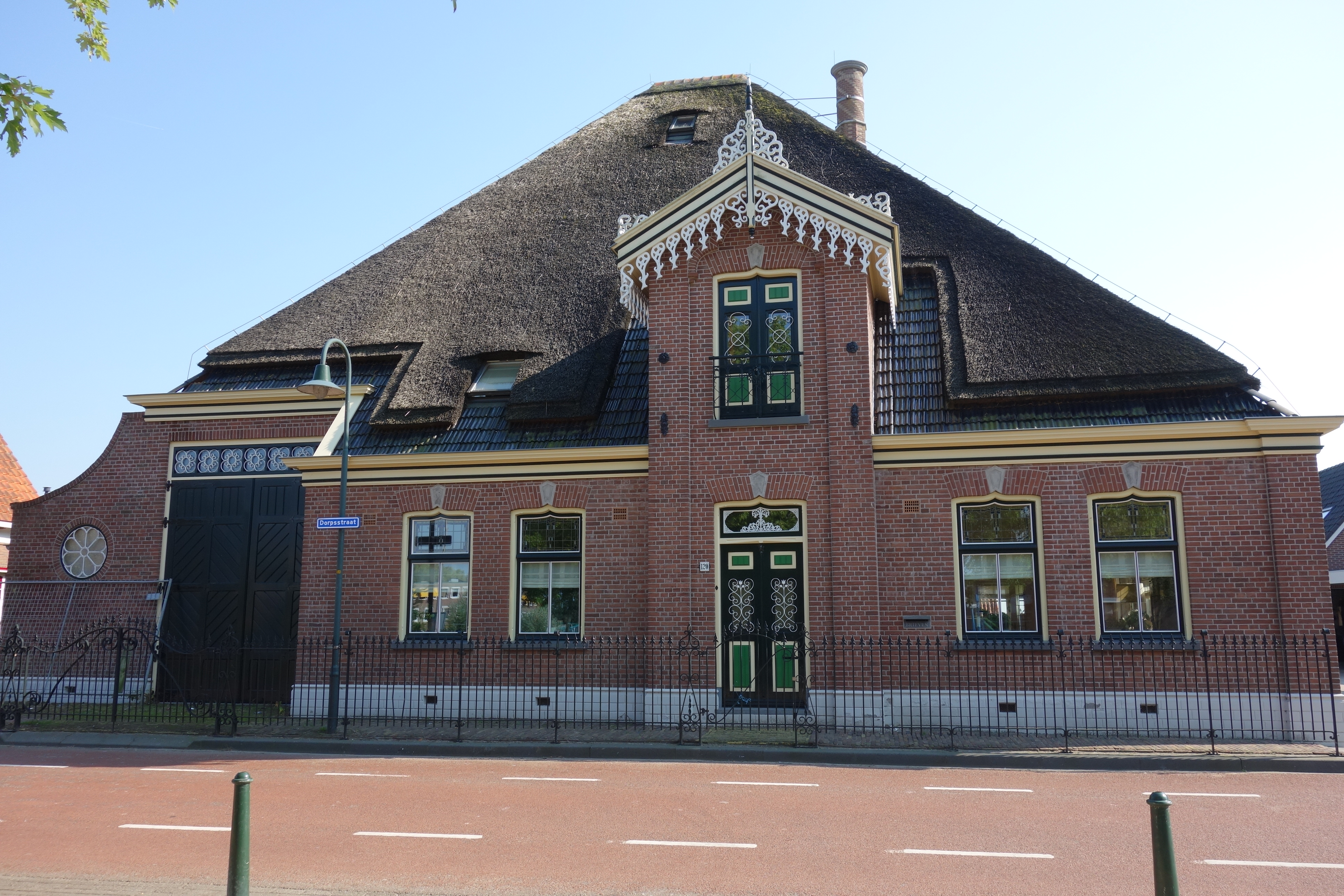
Afgeleide West-Friese stolp te Wervershoof
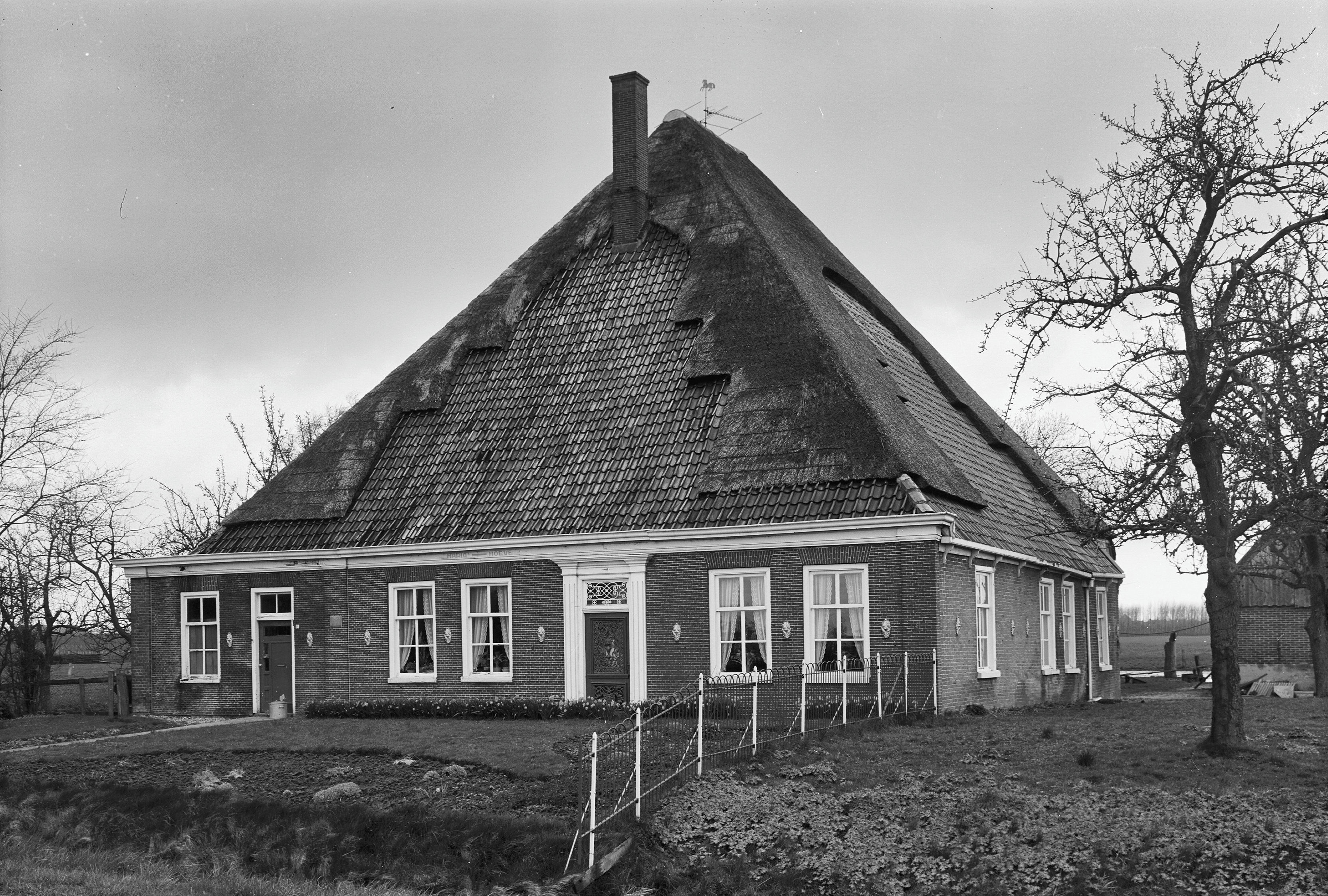
Hoeve Buitenrust te Westerblokker is een gekeerde West-Friese stolp. Aan de rechterzijde in de rechterzijgevel bevinden zich de darsdeuren. Links in de voorgevel is een deur naar de stal en rechts een rouw- en trouwdeur.
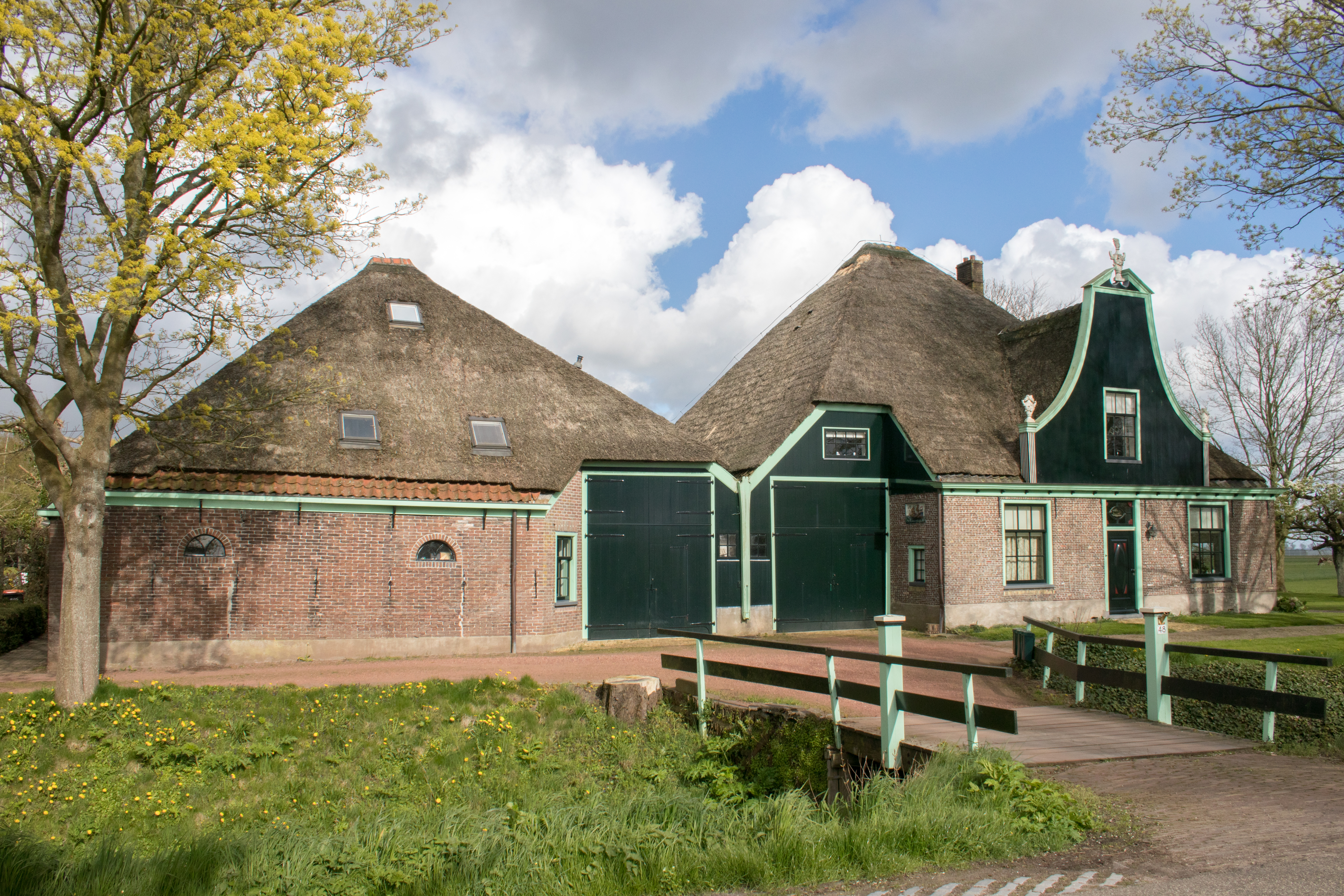
Stolphoeve Hoochhoutwoud in Hoogwoud bestaat uit twee stolpen naast elkaar

### Langhuisstolp
De langhuisstolp wordt gekenmerkt door een lang voorhuis, meestal met een eigen schoorsteen. Bij het meeste langhuisstolpen ligt de stal in het verlengde van het voorhuis, dezelfde indeling als bij het originele langhuis. Het vierkant is dan deels in de stal ingeschoven, om op die manier het dak van het langhuis in het schuurdak over te laten lopen. Meestal liggen de darsdeuren aan de voorkant, net zoals bij de West-Friese stolp, maar de parallelle ligging van stal en dars is dan weer hetzelfde als bij de Hollandse stolp. De langhuisstolp wordt dan ook gezien als het oudste type stolpboerderij. Het kent ook veel variatie. Zo kan de ligging van de dars verschillen en is er ook een type met het langhuis centraal voor het vierkant.
Hollandse landverhuizers namen dit type rond 1600 mee naar de Wilstermarsch bij Glückstadt in Sleeswijk-Holstein, waar het bekendstaat als Barghaus of Barghus. De term berchhuus komt al rond 1500 voor in Haarlem; hij was vermoedelijk synoniem met 'hooihuis'. Het woord berg of barg verwijst naar een opslagplaats voor hooi of graan, waarmee gewoonlijk een hooiberg werd bedoeld. De term langhuisstolp komt niet uit historische bronnen. De Texelse stolp heeft eveneens een uitgebouwd voorhuis met – net als op Terschelling – een kapelhuis boven de darsdeuren.

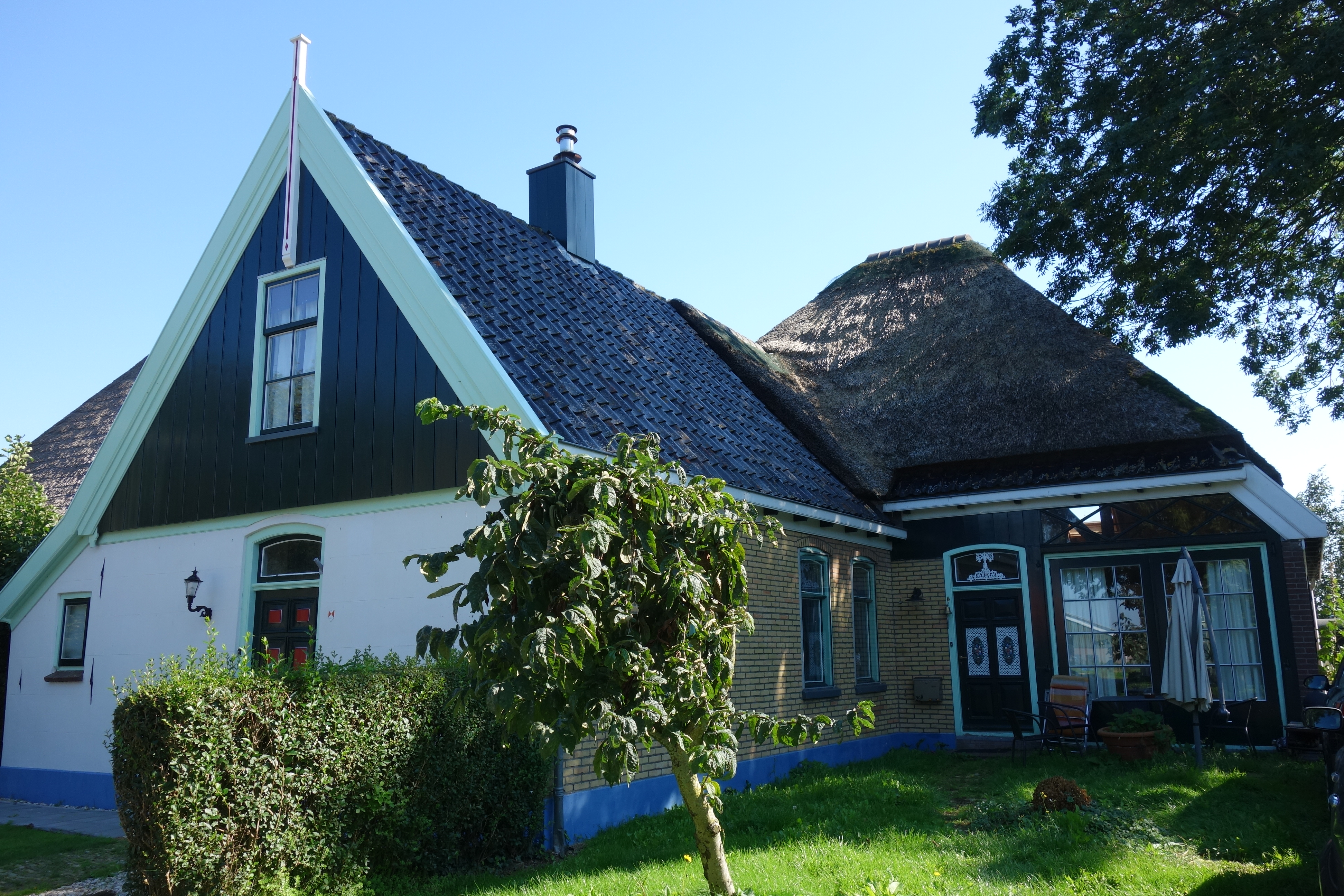
Langhuisstolp te Wijdenes
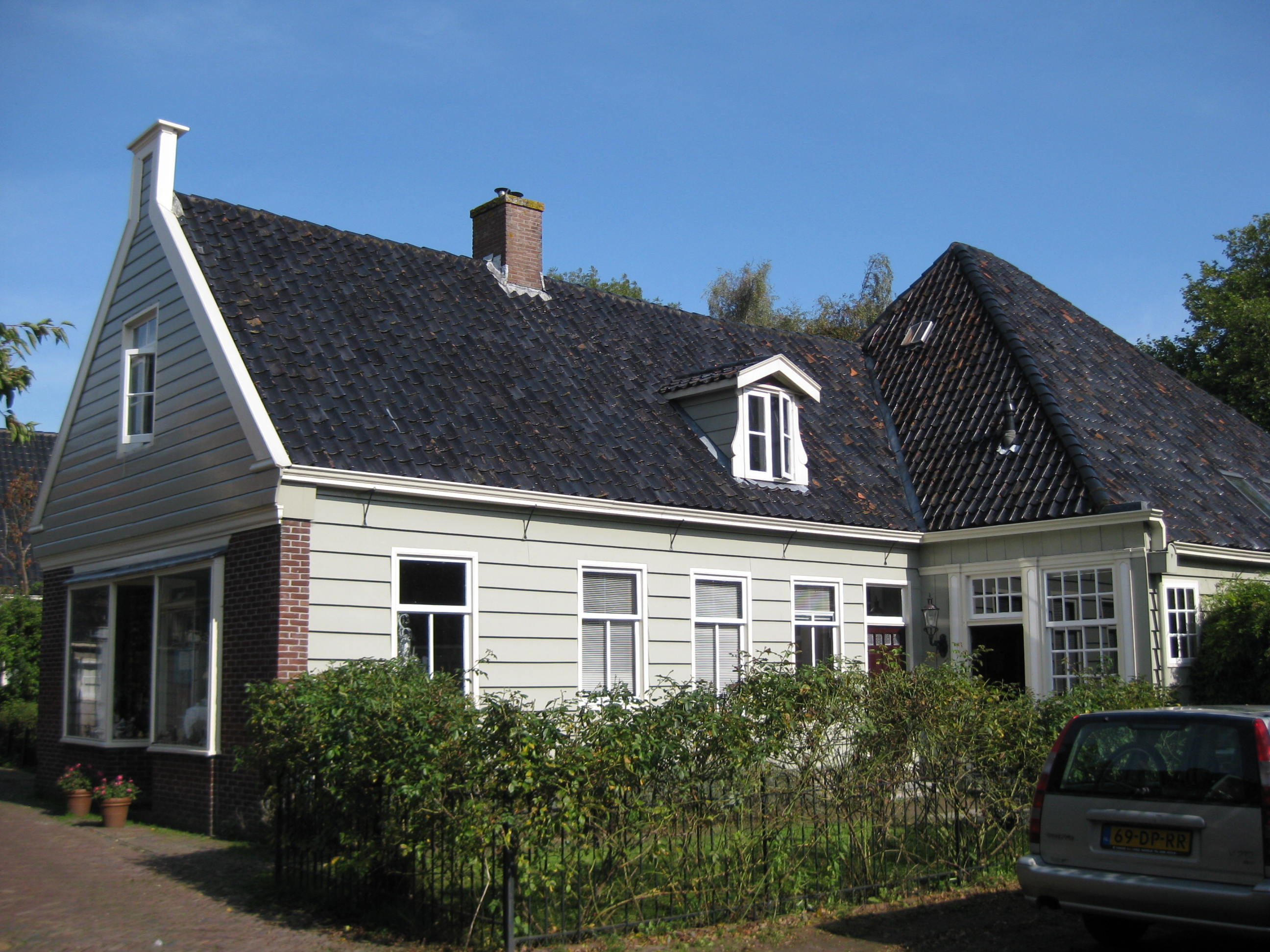
Langhuisstolp te Broek in Waterland
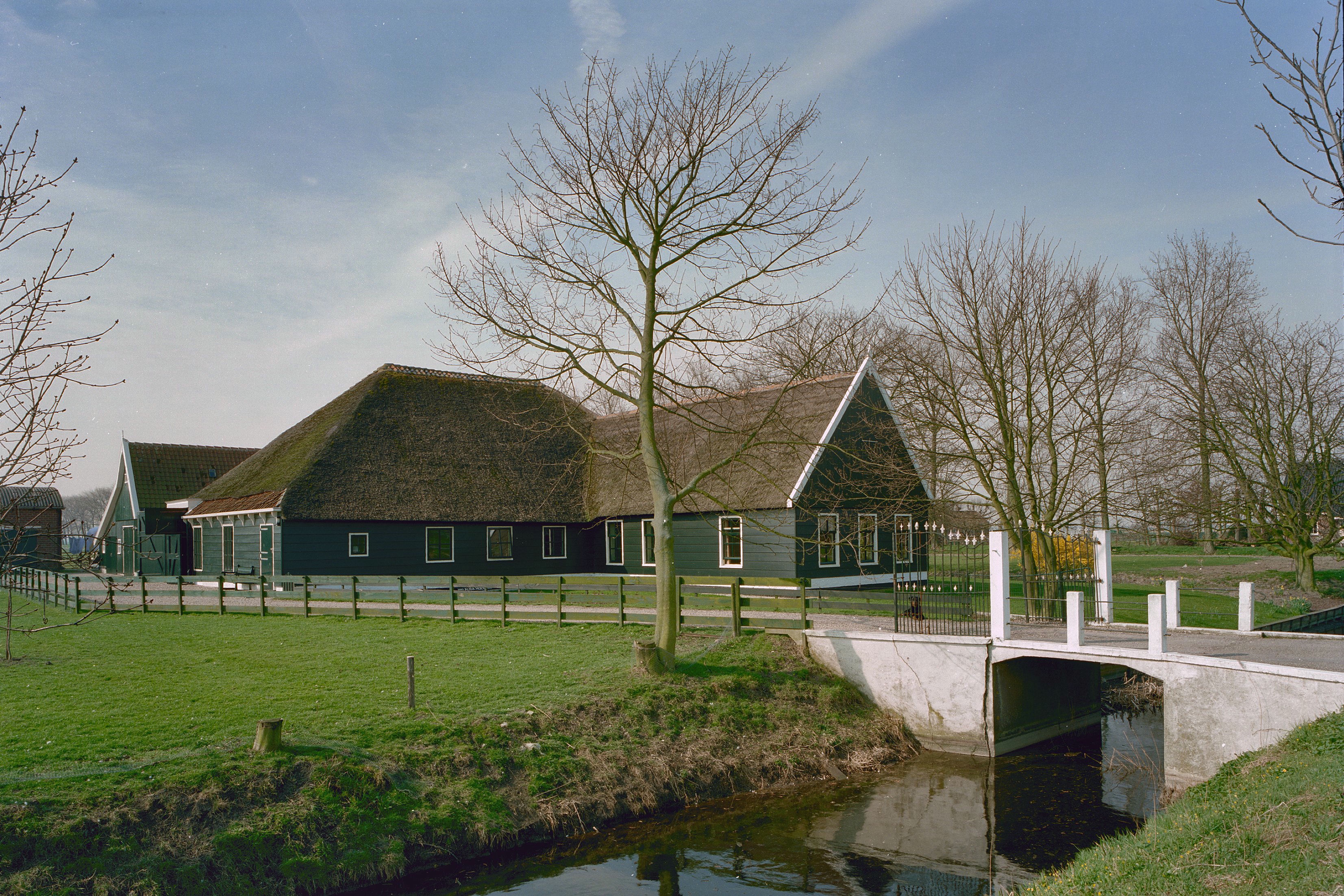
Langhuisstolp in de Beemster met een dubbel vierkant en de darsdeuren aan de zijkant.
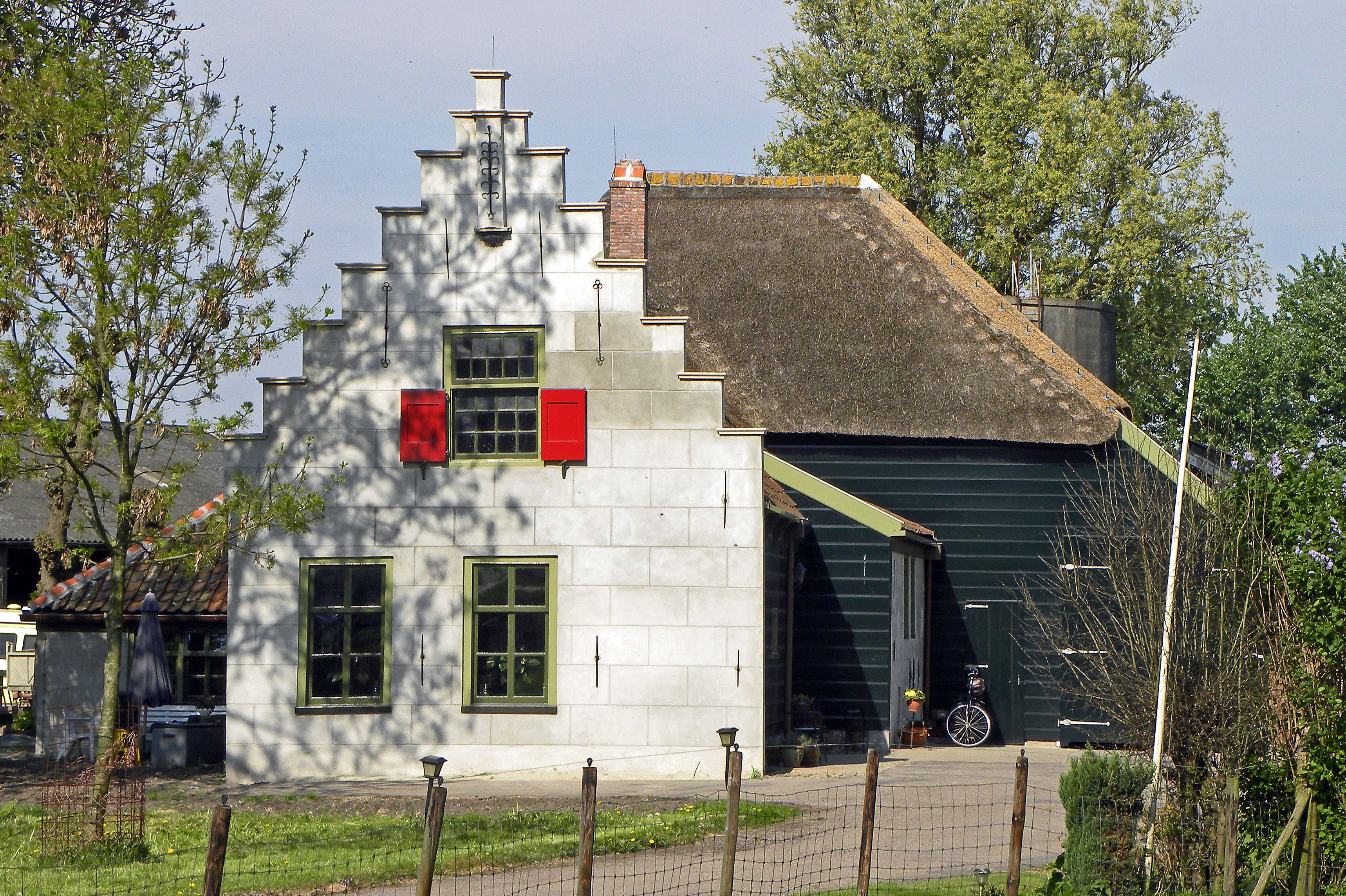
Het Kooghuis in Uitgeest is de oudste nog bestaande stolpboerderij, het hout van het vierkant is gedateerd op 1559
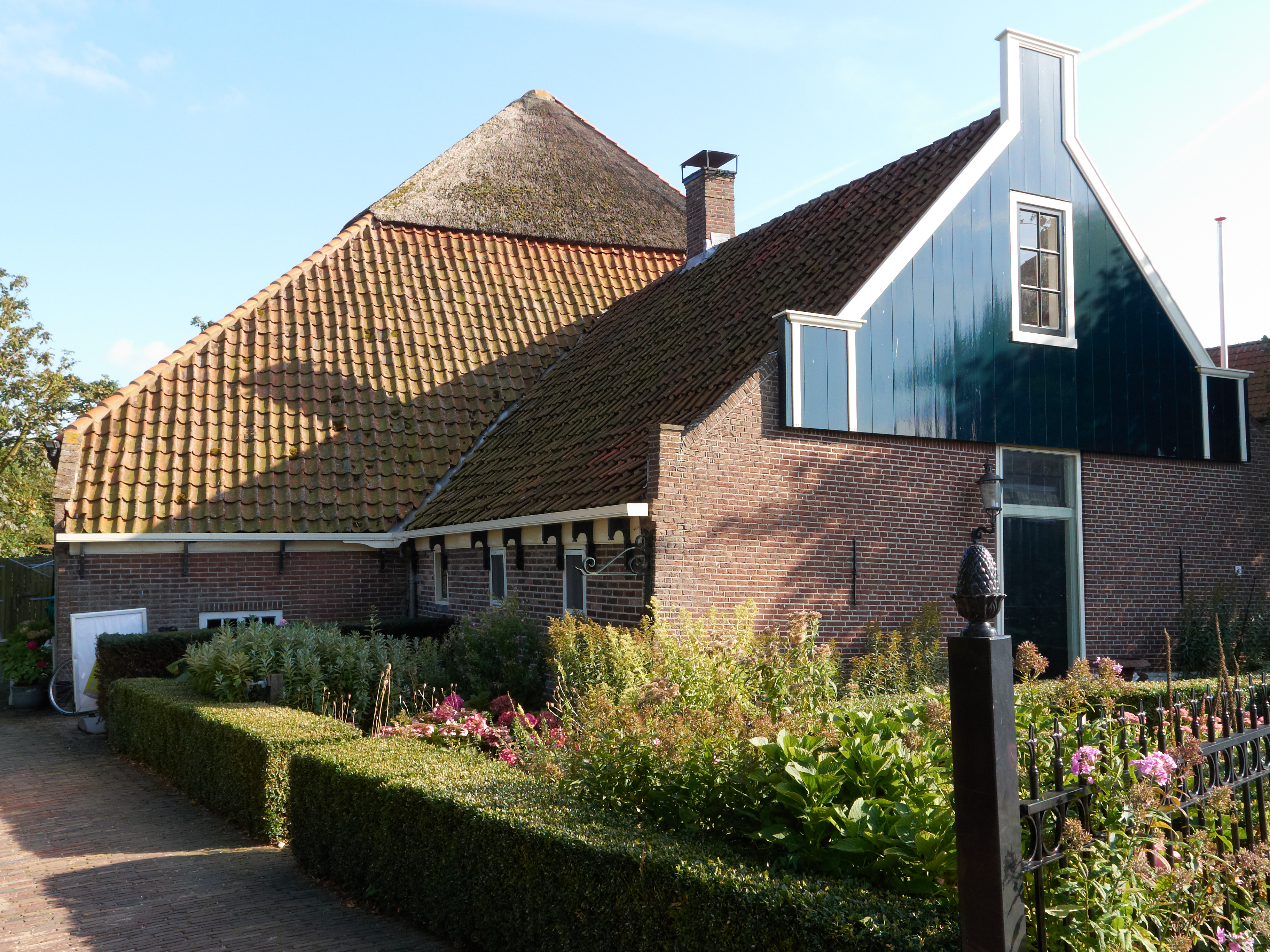
Stolp met centraal geplaatst voorhuis met schoorsteen te Assendelft.
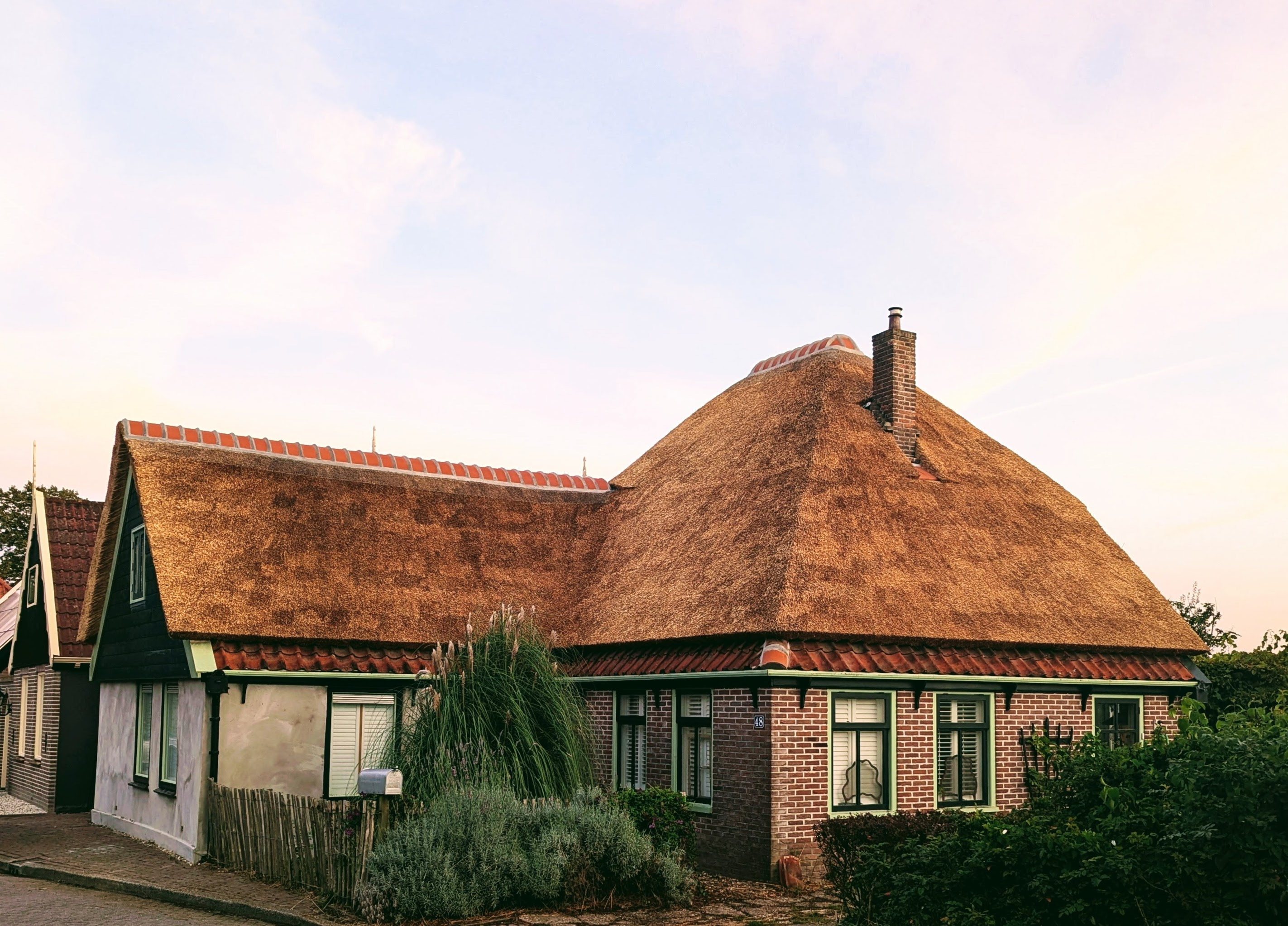
Langhuisstolp grenzend aan Raadhuisstraat te Dirkshorn.

### Wieringer boerderij
Een variant van de langhuisstolp is de Wieringer boerderij op het voormalige eiland Wieringen. De schuur, die is opgebouwd uit twee vierkanten, staat hier haaks op het achtergelegen stalgedeelte van het langhuis. Waar op het vaste land de koeien naar de buitenwand staan, staan ze in de Wieringer boerderij naar de binnenwand, en daarmee direct naar de hooiberg in het eerste vierkant. Dit vierkant is dan ook niet naar binnen geschoven, maar staat pal tegen het langhuis aan, waarbij een groot overstek er voor zorgt dat het schuurdak in het dak van het langhuis doorloopt.
De achtergelegen zijbeuk van de schuur is weggelaten, waardoor een verhoogde achterwand ontstaat. Hierin zijn de hoge deeldeuren geplaatst. Anders dan bij de andere typen stolpen geven de deeldeuren geen directe toegang tot de darsk, maar tot het  wagenstik, gelegen in het tweede vierkant. De darsk ligt langs de voorkant van de schuur en wordt vaak gekenmerkt door een eigen stookplaats met schoorsteen, het darskskoerstientje. De derde buitenstijlse ruimte (het uutlid), wordt vaak gebruik als stalling voor jong vee.
Het plaatsen van de koeien met hun koppen tegen het vierkant aan en het gebruik van een vierkant als deel zijn kenmerken die ook bij veel historische boerderijen op de Waddeneilanden voorkomen.

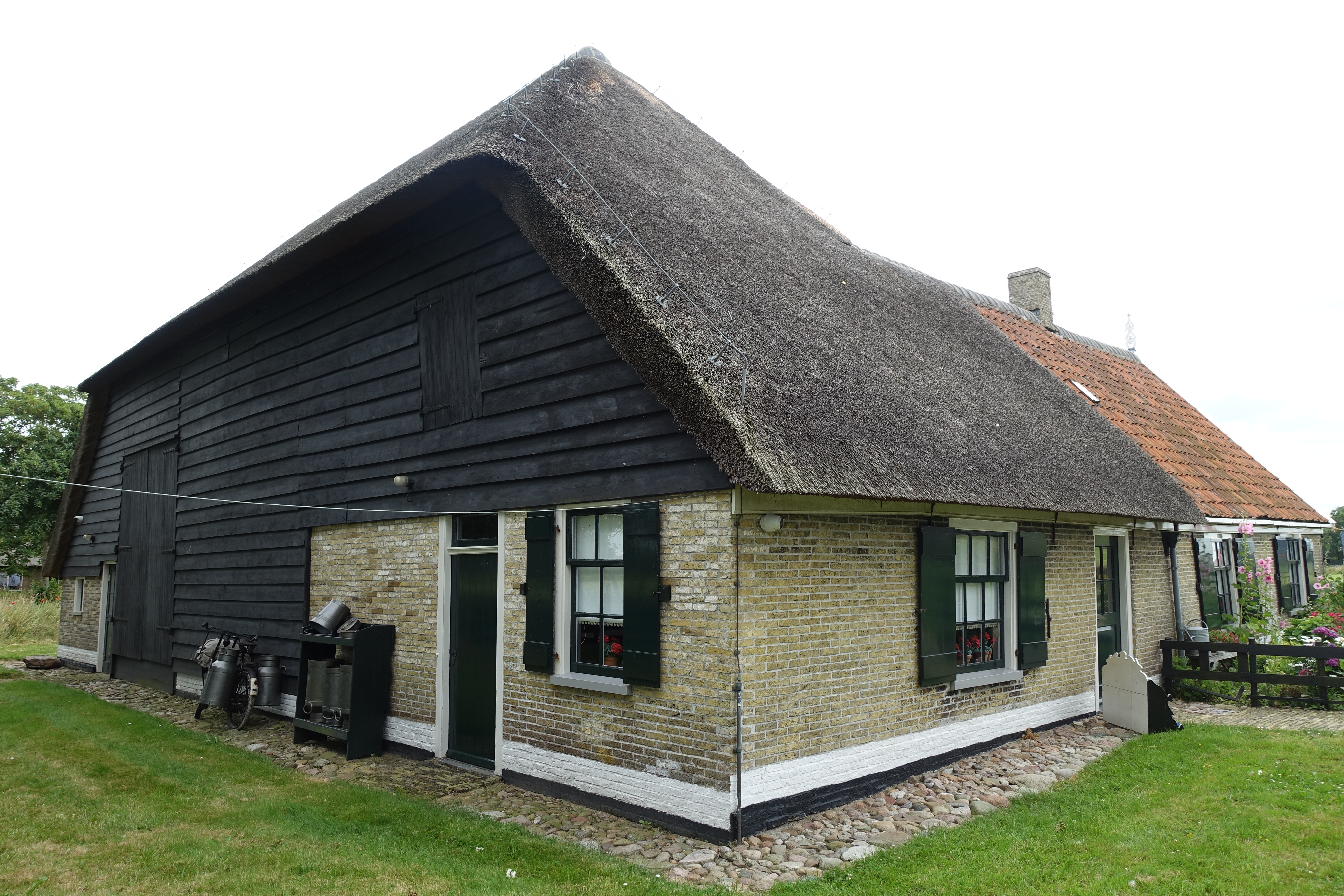
Stroeërweg 39 te Stroe

### Schouwse stolp
De Schouwse stolp kwam voor op het eiland Schouwen in Zeeland, waar het rond 1600 werd ingevoerd door migranten uit Noord-Holland. Het werd lange tijd tot het Zeeuwse schuurtype gerekend. Recent onderzoek van Piet van Cruynigen en anderen heeft duidelijk gemaakt dat het hier wel degelijk om een variant van de stolpboerderij gaat. Een van de beschreven boerderijen had overigens ingegraven stijlen. Het laatst overgebleven exemplaar te Kerkwerve is bij de stormramp van 1953 verloren gegaan.

### Haubarg
De Haubarg is een variant van de stolpboerderij die voorkomt in Noord-Friesland (Sleeswijk-Holstein), met name op het schiereiland Eiderstedt. De eerste exemplaren werden rond 1600 gebouwd en waren varianten van de langhuisstolp. De eerste volledig ontwikkelde stolpen werden vanaf 1609 gebouwd door een dijkbouwersconsortium onder leiding van Jan Claesz. Rolwagen uit Alkmaar. Noemenswaardig is de boerderij 'Rothelau' te Kating, gebouwd in 1653 in opdracht van Adriaen Albertsz. Hauwert uit Medemblik, tegenwoordig in het Frilandsmuseet te Kongens Lyngby. Vergelijkbare boerderijen verrezen in de zeventiende eeuw ook elders langs de Waddenkust, onder andere in de omgeving van Tønder, in Dithmarschen, Stapelholm, Land Wursten, Oost-Friesland en Groningen, maar daar zijn geen exemplaren bewaard gebleven. Wel bevinden zich in bestaande schuren soms nog delen van het oorspronkelijke gebint, waaruit kan worden afgeleid dat de gebouwen oorspronkelijk vaak de vorm van een Haubarg hadden.
De term 'Haubarg' (1603: howbarch) is mogelijk niet afgeleid van 'hooiberg', maar van het woord 'huif' ('overkapping'). Het gebint van de Haubarg kenmerkt zich in de regel door een ankerbalkconstructie met verdubbelde schoren. Het gebouw is doorgaans enigszins langwerpig. De meeste Haubarge zijn opgebouwd rond drie gebinten, die samen twee tasvakken vormen. Een dergelijke kernconstructie is geregeld te vinden in de oudste Friese schuren langs de Waddenkust.

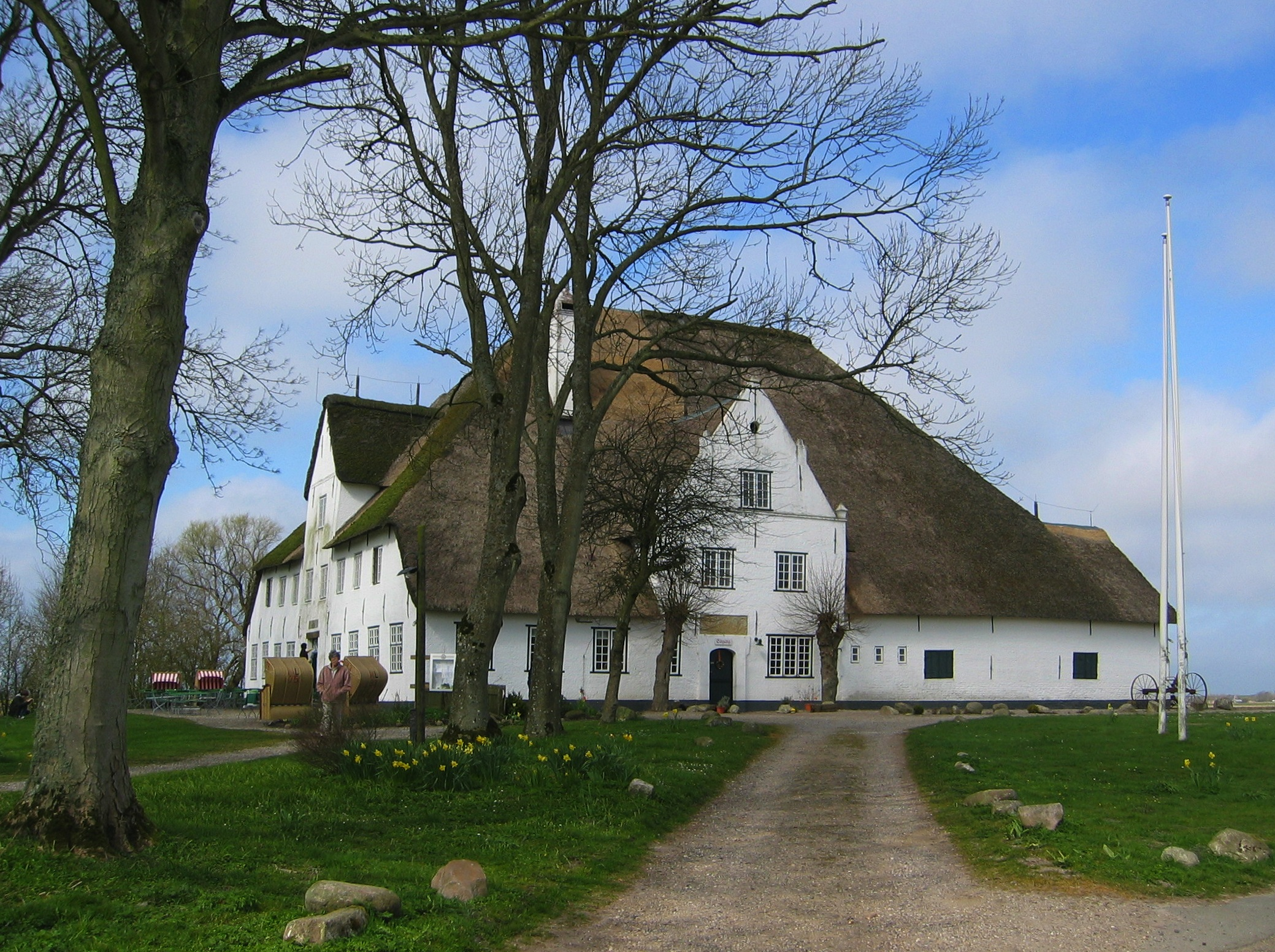
Der rote Haubarg te Witzwort, Eiderstedt (1665)

### Stolp als schuur
Een stolp kan ook gebouwd worden zonder woongedeelte, dus als stolpschuur of boet. Als het dakvlak van het woongedeelte wordt weggelaten ontstaat meer ruimte voor toegangsdeuren. Dit principe is vooral toegepast op Texel als schapenboet of als stadsboerderij, maar kon ook gebruikt worden voor andere gebouwen zoals traankokerijen en loodsen.
Een andere mogelijkheid is het combineren van een apart voorhuis met stolpschuur. Deze ontwikkeling ontstond toen men het woon- en werkgedeelte meer van elkaar wilden scheiden. Dit type kan worden gezien als voortzetting van de Langhuisstolp, maar ook als kop-rompboerderij of dwarshuisboerderij. De stolpschuur is hierbij vaak langwerpig van vorm, met de nok in de lengterichting. De darsdeuren kunnen zowel aan de voorkant als aan de achterkant liggen. Doordat er geen woongedeelte aanwezig is, is er meer plaats voor de stallen. Bij sommige jonge voorbeelden wordt de Hollandse grupstal gebruikt, in plaats van de traditionele Friese grupstal, waarbij de koeien met hun kop naar het midden van de gang staan en de mestgrup achter de koeien langs loopt.
Ook industriële gebouwen als traankokerijen, molenschuren, houtschuren en pakhuizen hadden soms de vorm van een stolpschuur of hooihuis.

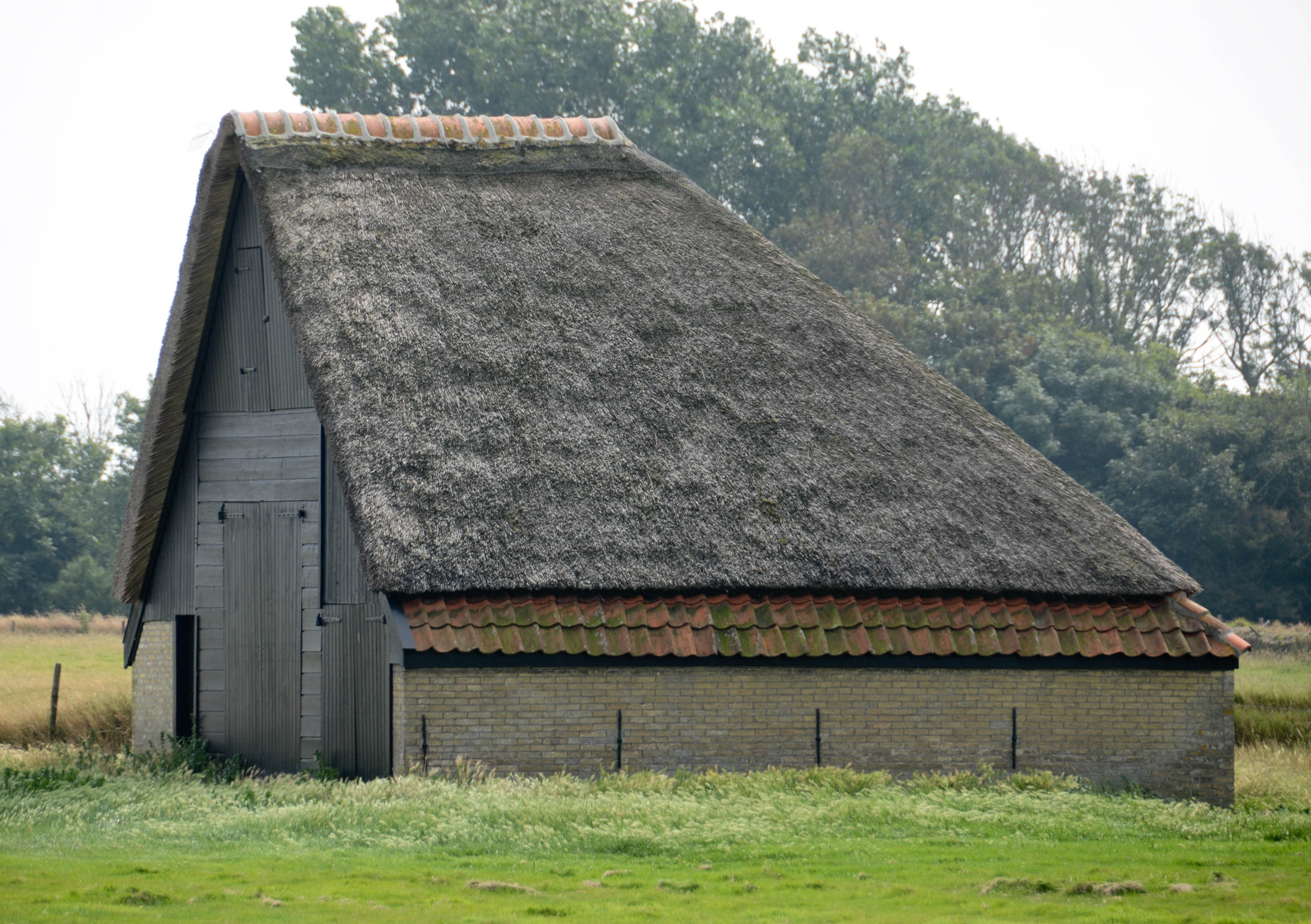
Schapenboet op Texel
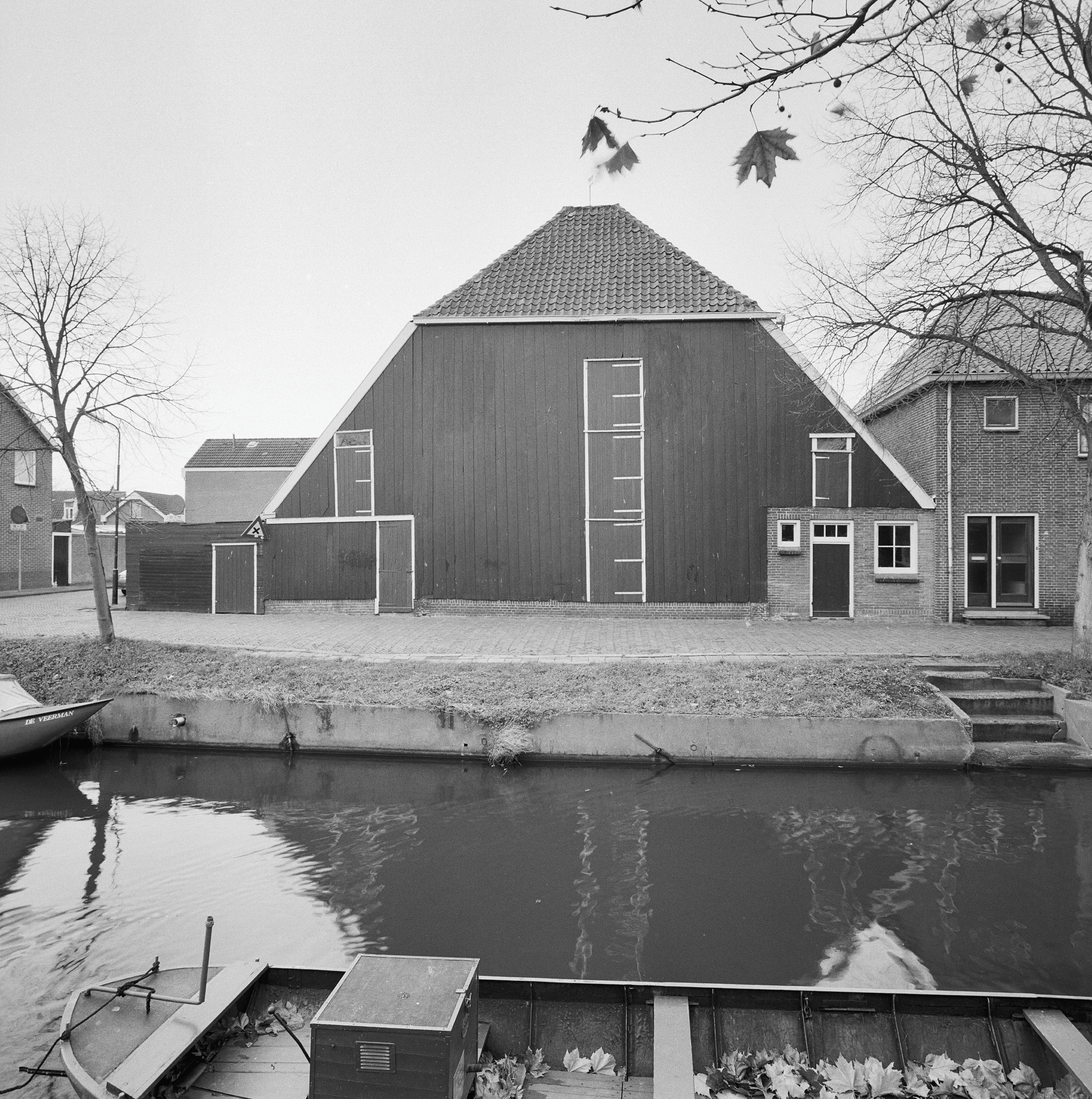
Stadsboerderij te Enkhuizen
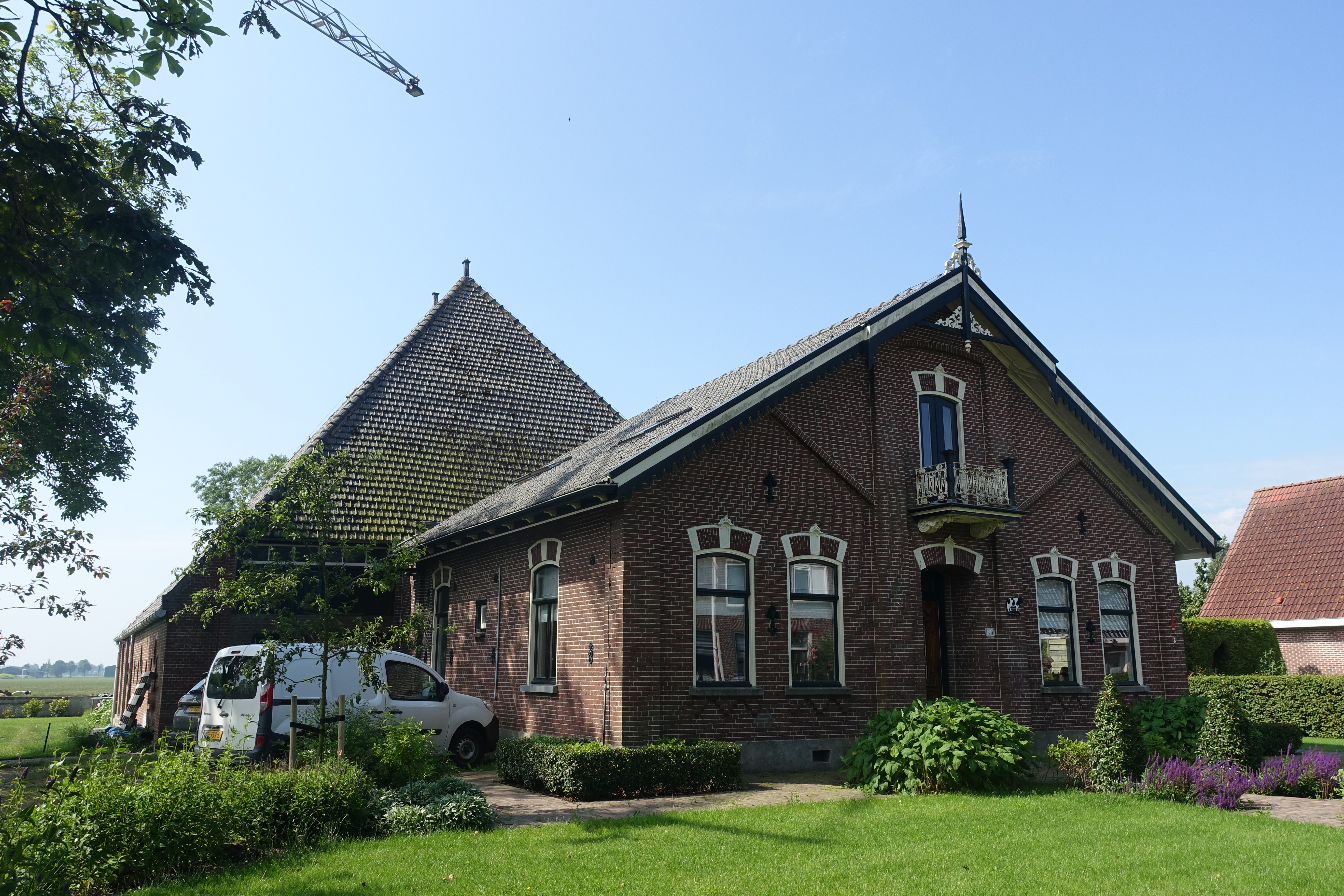
Woning met stolpschuur te Venhuizen
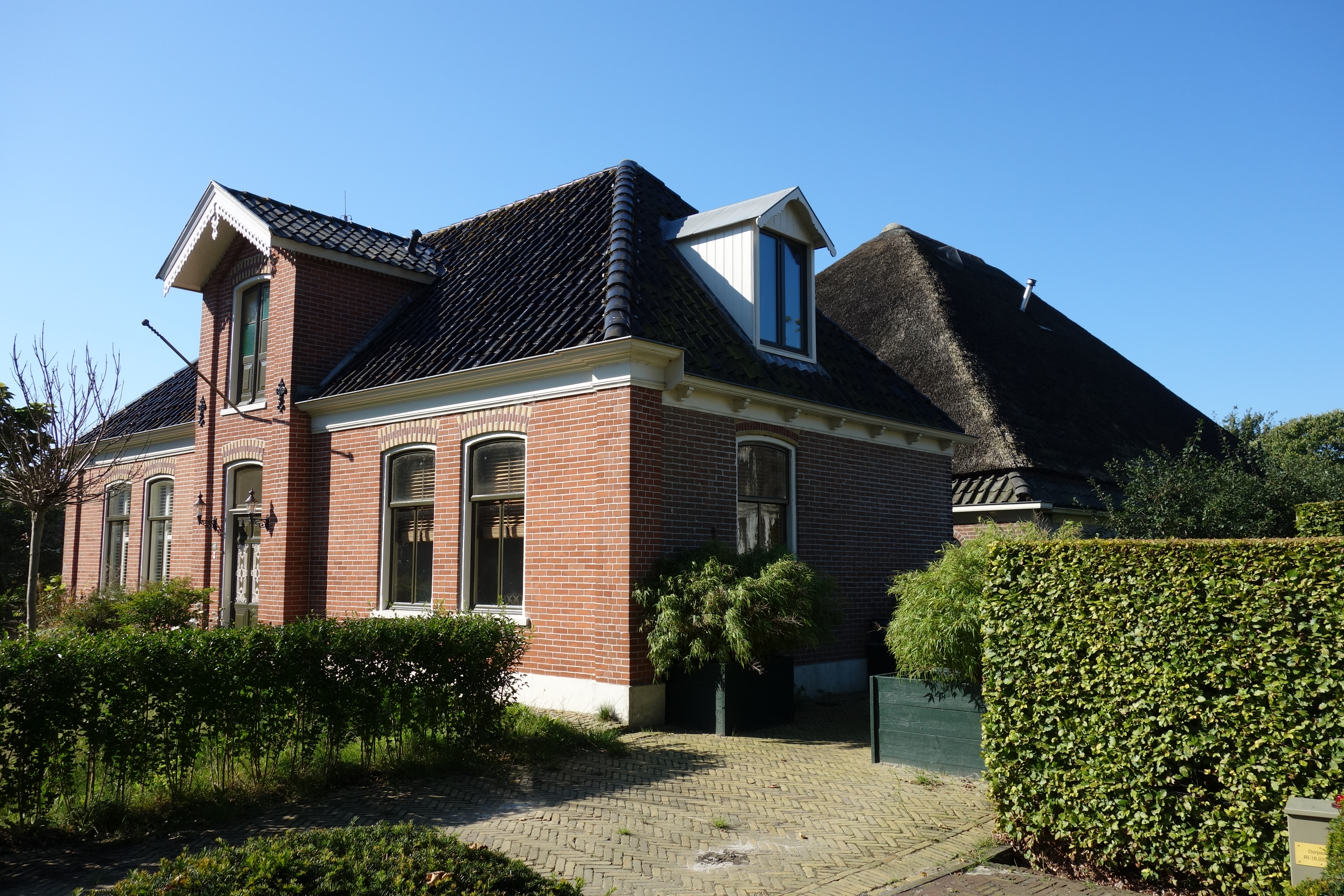
Woning met stolpschuur te Schellinkhout

### Hooihuis
Het hooihuis is een hooiberg betimmerd met (doorgaans) horizontaal gepotdekselde planken, oftewel een hooiberg met een behuizing. Het hooihuis is in de regel geplaatst achter de koeienstal van een langhuis. Het geheel noemt men ook wel een hooihuisboerderij. Hij komt vooral voor in Waterland, de Zaanstreek en de Beemster. Deze ontwikkeling van combinatie van langhuis en hooiberg is verwant aan de ontwikkeling van de langhuisstolp, maar dit type is meer geschikt voor een veebedrijf.

### Bergschuur
In de Wilstermarsch (Sleeswijk-Holstein) bouwde men vrijstaande schuren onder de naam Bargscheune; het oudste bewaarde exemplaar dateert uit het begin van de zeventiende eeuw. Verwant is ook de bergschuur in West-Vlaanderen en de omgeving van Duinkerke, die men vroeger wel als Friese bergschuur betitelde. Een aantal daarvan is vermoedelijk door toedoen van Hollandse immigranten gebouwd. Sommige voormalige kasteelschuren, onder andere te Aagtekerke en Stedum behoorden eveneens tot dit type. Constructief staan de Vlaamse bergschuren, waarvan slechts een vijftiental bewaard is gebleven, echter dichter bij het Zeeuwse en Vlaamse schuurtype.

### Stolpkerk en schuurkerk
Ean aantal kerkgebouwen, met name schuilkerken, was gebouwd in de vorm van een stolpboerderij, hooihuis of boerenschuur. Het oudste voorbeeld van een stolpkerk is de roomskatholieke schuilkerk in Krommenie uit 1612, die ontstond uit een aangekochte langhuisstolp. Bij de bouw van de Amstelkerk te Amsterdam (1668), de hervormde kerk van Volendam (1658) en die van Zuid-Schermer (1668) maakte men gebruik van architectonische model dat was ontleend aan de stolpboerderij. Een handvol andere stolp- en schuurkerken is niet bewaard gebleven. De oud-katholieke kerk van Zaandam (1695), de doopsgezinde vermaning van Krommenie (1703) en de Zuidervermaning van Zaandam (1734) zijn gebouwd in de stijl van een hooihuis.

## Heden
Sinds de Tweede Wereldoorlog is het aantal stolpboerderijen in Noord-Holland sterk verminderd. De stolpen zijn te klein of te ouderwets voor een modern agrarisch bedrijf. Daarnaast gaat het houtwerk rotten door de verlaging van het grondwaterpeil, waardoor de fundering van de stolp gaat verzakken. Ook door blikseminslagen gaan veel stolpboerderijen verloren.
Er zijn een paar duizend stolpboerderijen over in Noord-Holland, waarvan er een paar honderd onder monumentenzorg vallen.
In 1988 werd de 'Boerderijenstichting Noord-Holland "Vrienden van de Stolp"' opgericht, die een eigen nieuwsbrief uitgeeft.